# STS-130
STS-130 — космический полёт MTKK «Индевор» по программе «Спейс Шаттл». Продолжение сборки Международной космической станции. 32-й полет шаттла к МКС.

## Экипаж
- Джордж Замка (George Zamka) (2-й космический полёт), командир экипажа
- Терри Виртс (Terry Virts) (1), пилот
- Роберт Бенкен (Robert L. Behnken) (2) — специалист полёта
- Николас Патрик (Nicholas Patrick) (2), специалист полёта
- Кэтрин Хайр (Kathryn Hire) (2), специалист полёта
- Стивен Робинсон (Stephen Robinson) (4), специалист полёта

## Выходы в открытый космос
Во время полёта выполнено три выхода в открытый космос.
- Выход 1 —  Бенкен и Патрик
- Цели: установка модуля «Транквилити».
- Начало: 12 февраля 2010 — 02:17 UTC
- Окончание: 12 февраля 2010 — 08:45 UTC
- Продолжительность: 6 часов 32 минут.

Это 138-й выход в космос связанный с МКС.
Это 4-й выход в космос для Бенкена и 1-й выход для Патрика.
- Выход 2 —  Бенкен и Патрик
- Цели: подключение линий системы охлаждения к модулю «Транквилити».
- Начало: 14 февраля 2010 — 02:20 UTC
- Окончание: 14 февраля 2010 — 08:14 UTC
- Продолжительность: 5 часов 54 минуты.

Это 139-й выход в космос связанный с МКС.
Это 5-й выход в космос для Бенкена и 2-й выход для Патрика.
- Выход 3 —  Бенкен и Патрик
- Цели: включение второй петлю охлаждения модуля «Транквилити», подготовка модуля «Купол» к открытию.
- Начало: 17 февраля 2010 — 02:15 UTC
- Окончание: 17 февраля 2010 — 08:03 UTC
- Продолжительность: 5 часов 48 минут.

Это 140-й выход в космос связанный с МКС.
Это 6-й выход в космос для Бенкена и 3-й выход для Патрика.

## Цель

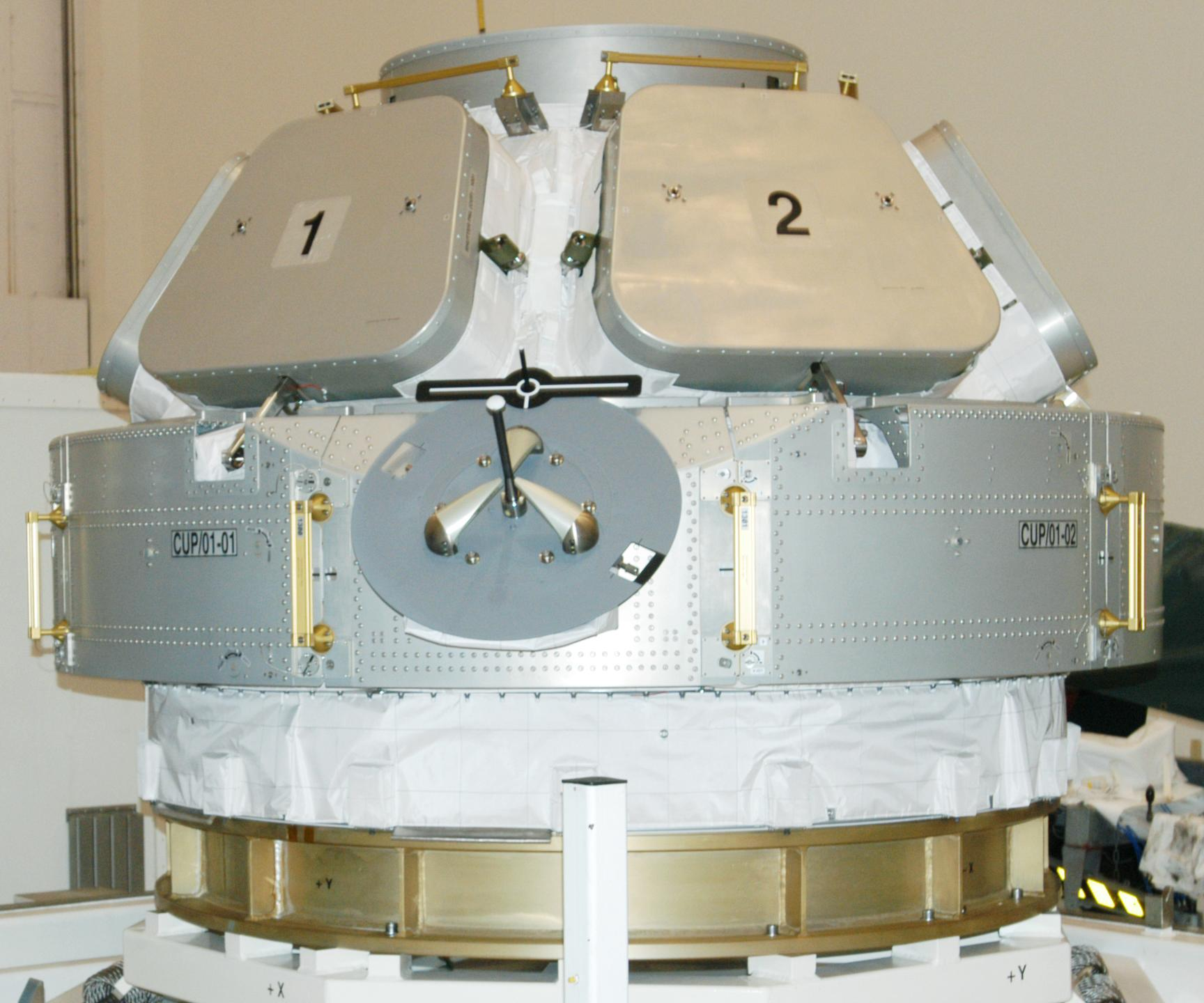
Модуль «Купол»

Доставка и установка на МКС модуля «Транквилити» («Спокойствие») и модуля «Купол». Модуль «Транквилити» — последний американский модуль МКС. В модуле «Транквилити» размещаются системы жизнеобеспечения экипажа, туалеты и тренажёры. Изготовленный в Италии модуль «Купол» пристыкован к модулю «Транквилити».
Модуль «Транквилити» изготовлен в Италии фирмой Thales Alenia Space. Длина модуля 7,2 метра (23,6 фута), диаметр 4,4 метра (14,5 фута), внутренний полезный объём 74 м³, вес 15 тонн.
Модуль «Купол» изготовлен итальянской фирмой Thales Alenia Space. Вес модуля составляет 1,5 тонны. На модуле — семь окон: шесть трапецеидальных окон, которые окружают круглое центральное окно. Диаметр центрального окна — 80 см (31,5 дюйма). Изнутри станции каждое окно оборудовано защитной панелью. Снаружи каждое окно также оборудовано крышкой, которая защищает окно от ударов микрометеоритов и космического мусора. Окна оборудованы ставнями, которые открываются и закрываются вручную изнутри станции.

## Подготовка к полёту
5 декабря 2008 года НАСА назначило экипаж для миссии STS-130: командир Джордж Замка, пилот Терри Виртс, специалисты полёта Роберт Бенкен, Николас Патрик, Кэтрин Хайр, Стивен Робинсон.
В экипаже «Индевора» — один новичок космических полётов: Терри Виртс.

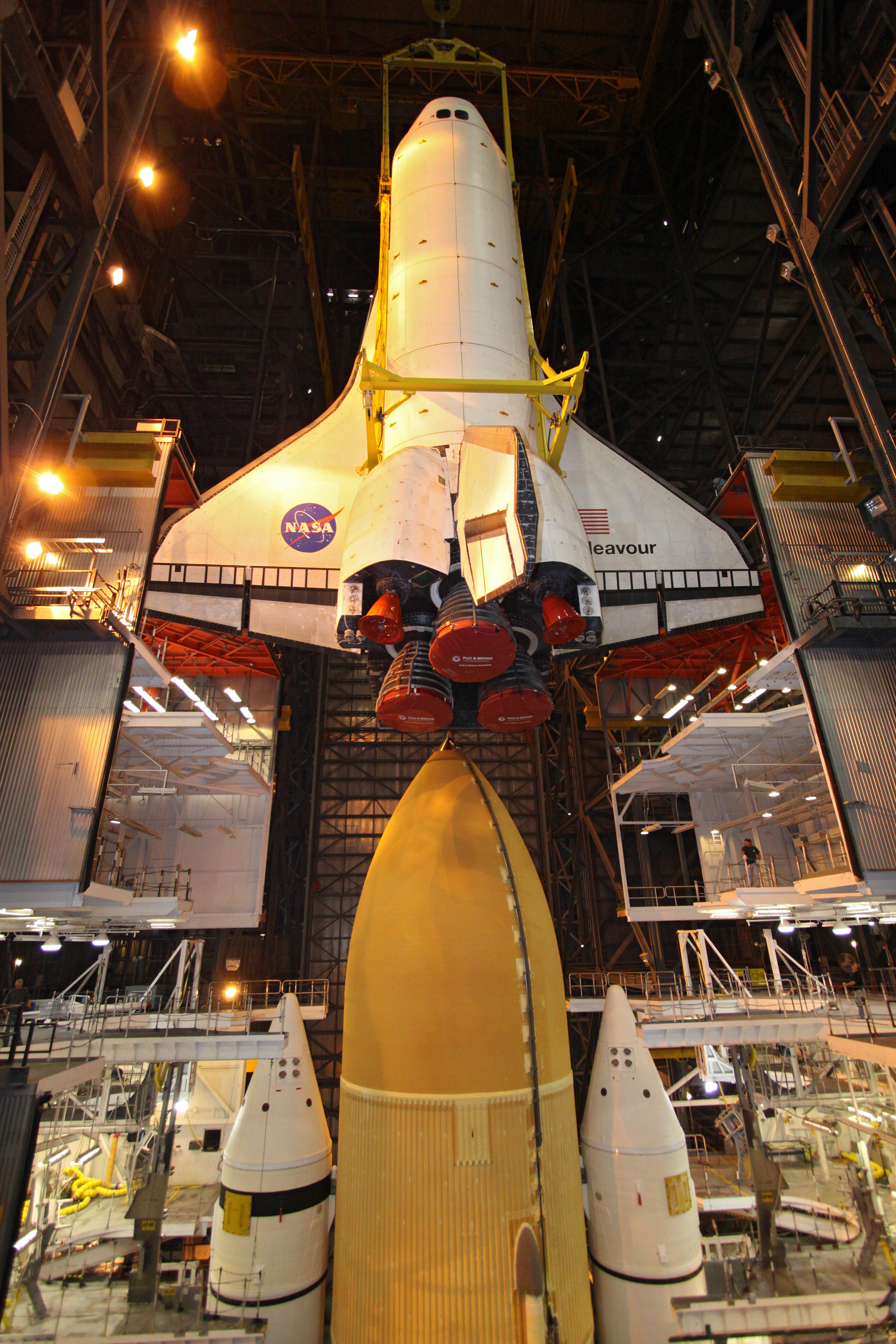
«Индевор» подвешивают к внешнему топливному баку.

11 декабря 2009 шаттл «Индевор» был перевезен из ангара в здание вертикальной сборки, где он будет соединен с внешним топливным баком и твердотопливными ускорителями. Перевозка началась в 17 часов 53 минуты по Гринвичу (12 часов 53 минуты местного времени) и закончилась в 19 часов 8 минут. В здании вертикальной сборки «Индевор» будет оставаться до января 2010 года.

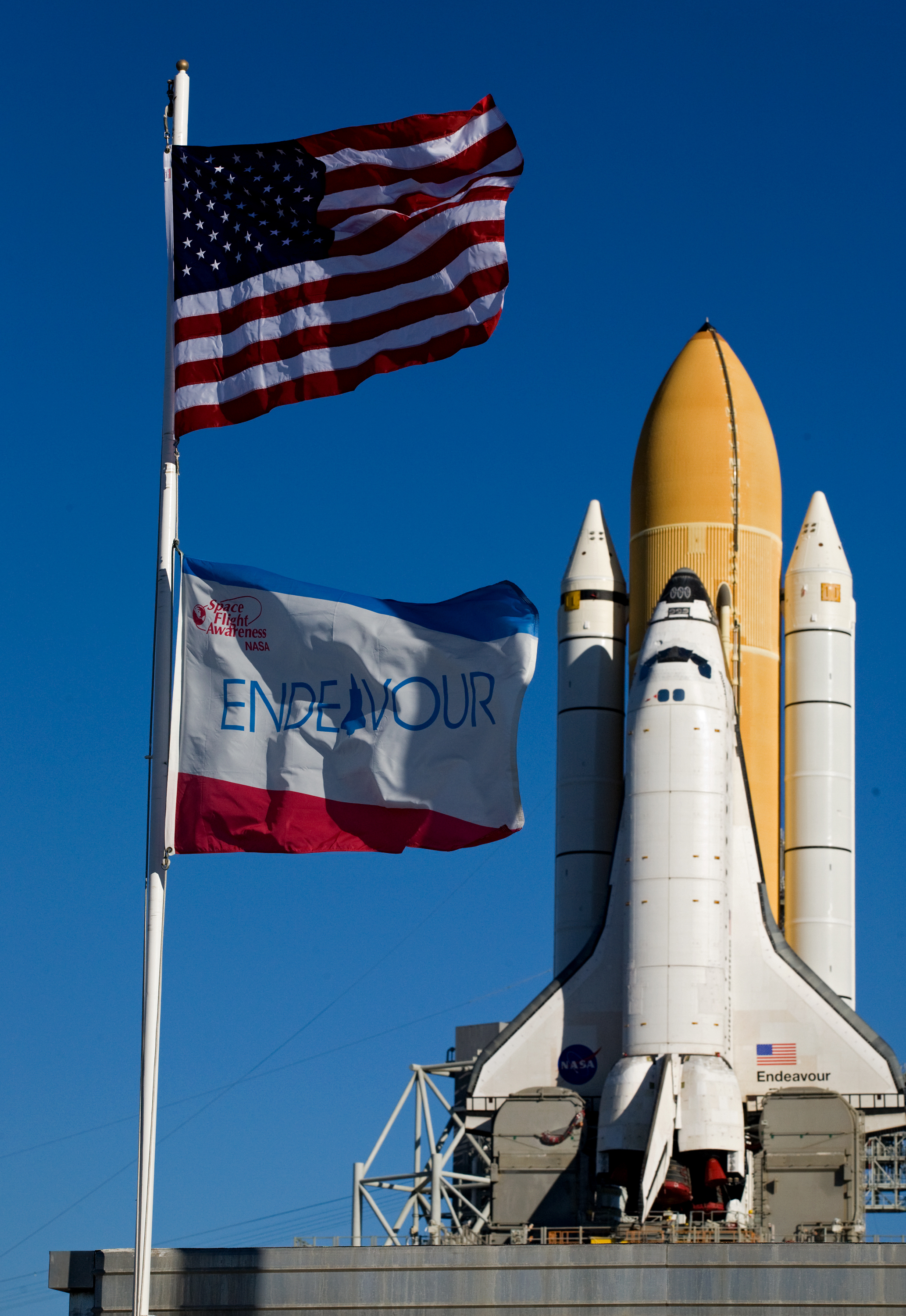
Перевозка «Индевора» на стартовую площадку.

6 января 2010 шаттл «Индевор» был вывезен из здания вертикальной сборки и установлен на стартовой площадке 39А. Во Флориде необычно холодная погода, температура опускалась ниже 0 °C, дул резкий, холодный ветер. Поэтому, были установлены обогреватели, которые обдували шаттл теплым воздухом. Вывоз начался в 9 часов 13 минут по Гринвичу (4 часа 13 минут по времени восточного побережья США). В 15 часов 37 минут «Индевор» был установлен на стартовой площадке 39А.
18 января года вечером экипаж шаттла «Индевор» прибыл в Космический центр Кеннеди из Хьюстона. Астронавты прилетели по двое на самолетах Т-38. На мысе Канаверал экипажу предстоит провести предполётные тренировки, в том числе и действия в случае аварийных ситуаций. 21 января будет проведена имитация предстартового обратного отсчета. Астронавты наденут скафандры, займут свои места в кабине «Индевора» и течение трёх часов будут повторять все предстартовые процедуры, вплоть до момента запуска двигателей шаттла.
После этой тренировки экипаж вернётся в Хьюстон.
21 января члены экипажа «Индевора» провели трёхчасовую тренировку обратного предстартового отсчёта. Астронавты также отрабатывали действия на случаи аварийных ситуаций. Утром 22 января астронавты улетели в Хьюстон, в Космический центр Джонсона.
27 января НАСА официально подтвердило, что шаттл «Индевор» стартует 7 февраля в 9 часов 39 минут по Гринвичу (4 часа 39 минут по времени восточного побережья США).

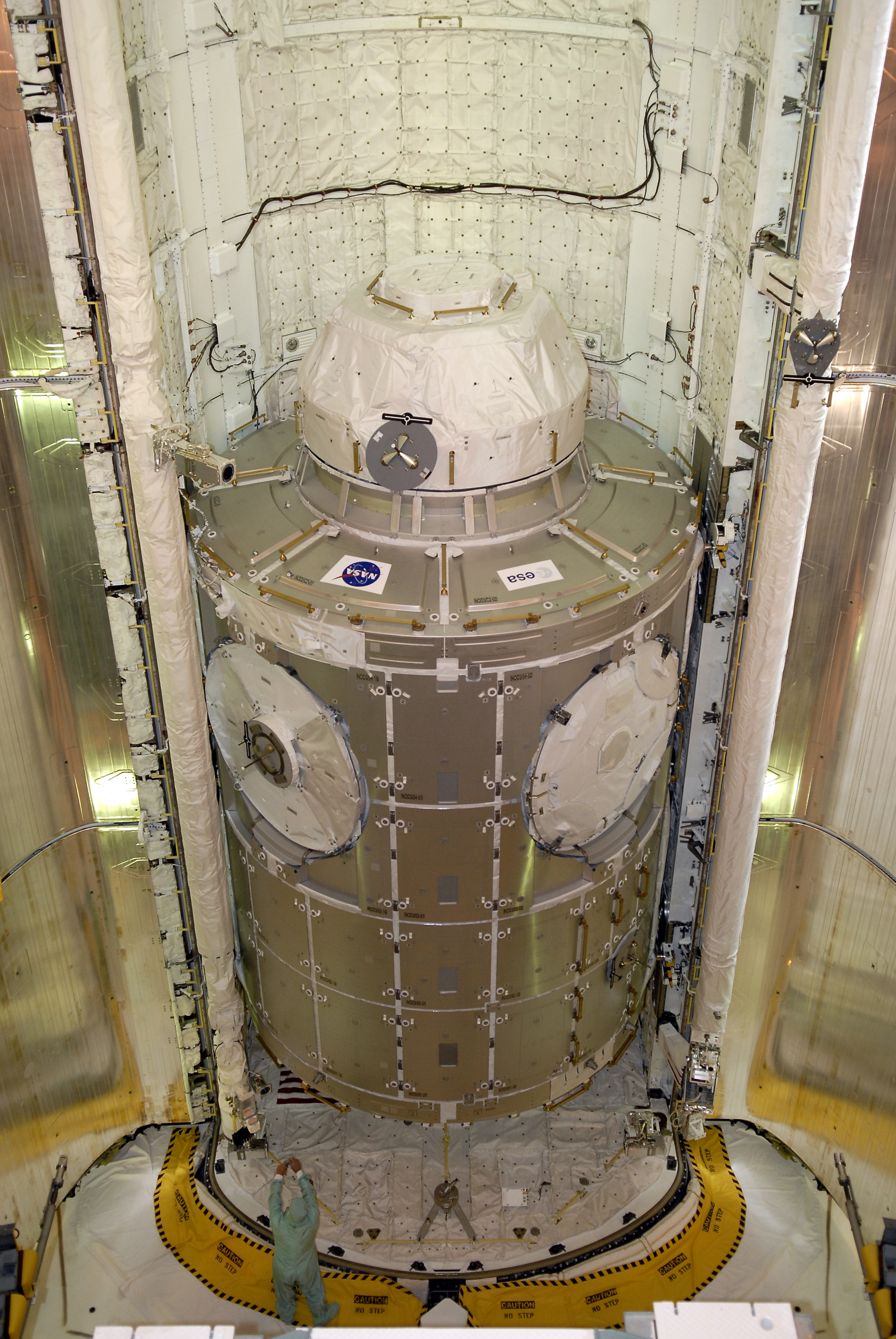
Модули «Транквилити» и «Купол» в грузовом отсеке «Индевора».

2 февраля в 10 часов вечера местного времени (3 февраля в 3 часа по Гринвичу) экипаж «Индевора» прилетел из Хьюстона на космодром мыса Канаверал, для непосредственной подготовки к старту, назначенному на 7 февраля.
4 февраля в 7 часов по Гринвичу (2 часа по времени мыса Канаверал) начался предстартовый отсчёт перед запуском шаттла «Индевор». Прогноз погоды в районе космодрома даёт 70 % вероятности благоприятной для старта погоды.
7 февраля. Приблизительно за полчаса до назначенного времени старта погодные условия на мысе Канаверал ухудшились до неприемлемых значений. Низкая облачность над космодромом затрудняет, из-за плохой видимости, возможный аварийный возврат шаттла и его приземление на взлётно-посадочной полосе космодрома. В 9 часов 29 минут (за 10 минут до старта) поступила команда на отмену старта. Причина отмены старта — густая и низкая облачность. Следующая попытка состоится через сутки — 8 февраля в 9 часов 14 минут по Гринвичу. Согласно прогнозу на 8 февраля вероятность благоприятной для старта погоды составляет 60 %.

## Описание полёта

### Старт и первый день полёта
9:14 8 февраля — 15:14 8 февраля

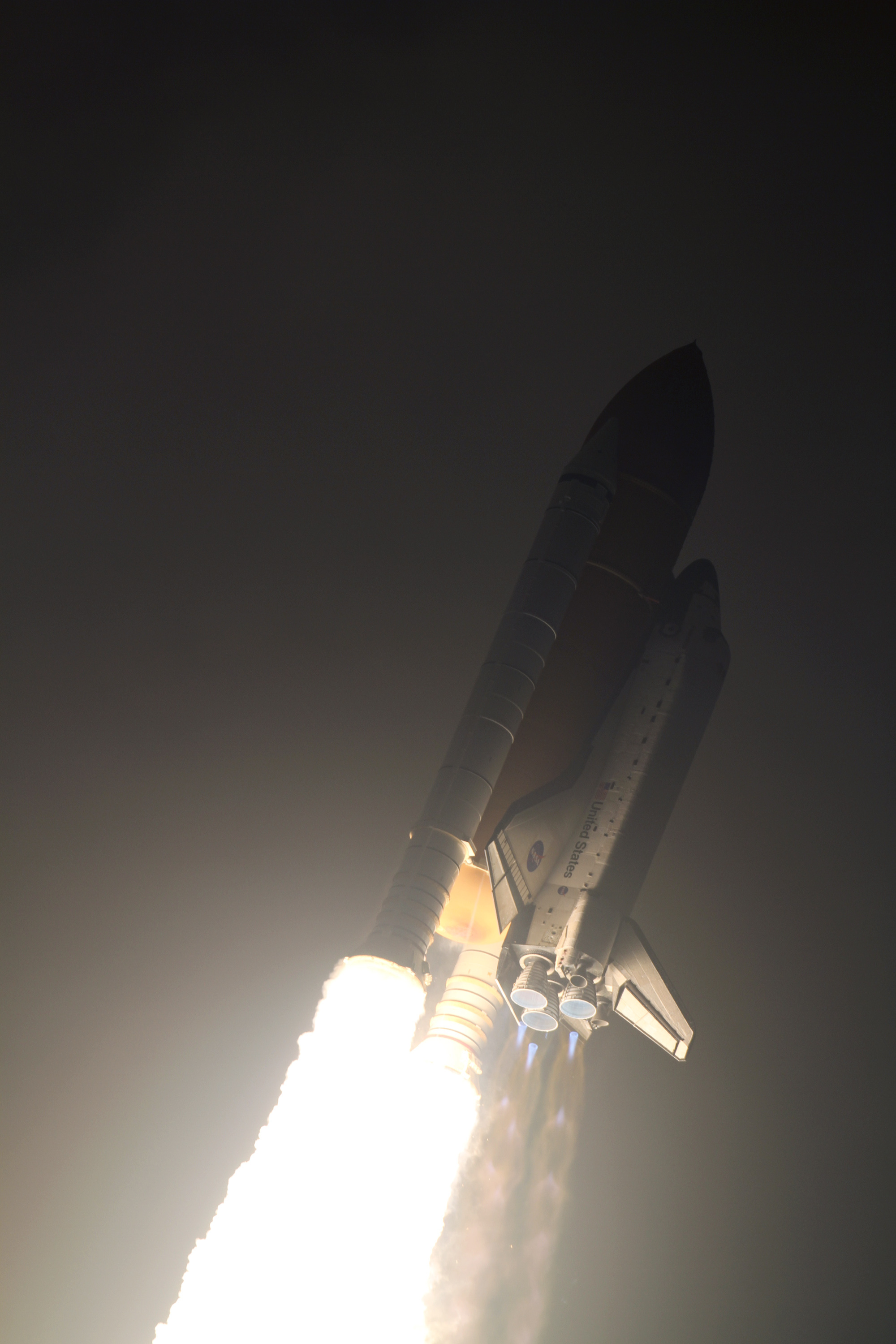
Старт.

В 5 часов 40 минут экипаж в автобусе прибыли на стартовую площадку, где установлен «Индевор». В 5 часов 55 минут астронавты начали размещаться в кабине шаттла. Первым командир экипажа Джордж Замка, затем Роберт Бенкен, пилот Терри Виртс, Николас Патрик, Кэтрин Хайр и Стивен Робинсон. Посадка экипажа закончилась в 6 часов 45 минут. В это время над космодромом была всё ещё неприемлемая старта сильная облачность. В 7 часов 13 минут был закрыт люк шаттла. В 8 часов 20 минут облака над космодромом рассеиваются до приемлемого для старта уровня. Для возможной аварийной посадки шаттла выбран аэродром в испанской Сарагосе, где в это время благоприятная погода.
В 9 часов 14 минут 7 секунд шаттл «Индевор» стартовал. Через 2 минуты и 10 секунд были отстреляны отработавшие твердотопливные ускорители. Через три с половиной минуты «Индевор» был на высоте 80 км (50 миль), удаление от точки старта — 160 км (98 миль). Через 8 минут 31 секунду шаттл вышел на орбиту, двигатели шаттла были выключены, шаттл отсоединился от внешнего топливного бака. Через 38 минут была проведена коррекция орбиты шаттла. В 10 часов 47 минут был раскрыт грузовой отсек шаттла.
Во время старта «Индевора» Международная космическая станция находилась над западной Румынией над точкой с координатами 46° северной широты и 20,5° восточной долготы.
В 12 часов 14 минут была проведена вторая корректировка орбиты. Параметры орбиты шаттла после корректировки: перигей 228 км (142 мили), апогей 335 км (208 миль).
Астронавты переводят системы шаттла в режим работы на орбите. Развернута антенна Ku диапазона. Подготавливают удлинитель манипулятора для предстоящей на следующий день инспекции теплозащитного покрытия шаттла.

### Второй день полёта
23:14 8 февраля — 14:14 9 февраля
Камера, установленная на внешнем топливном баке, зафиксировала отрыв относительно длинного куска изоляции (6 мм толщины и 30 см длины) во время старта. Но этот кусок не задел днища шаттла. После предварительного анализа изображений нескольких камер, снимавших шаттл во время старта, руководитель полёта Kwatsi Alibaruho сообщил, что не зафиксировано никаких опасных столкновений оторвавшихся кусков изоляции внешнего топливного бака с теплозащитным покрытием шаттла. Окончательные результаты будут сообщены позже.
Было проведено несколько корректировок орбиты шаттла с целью сближения со станцией.

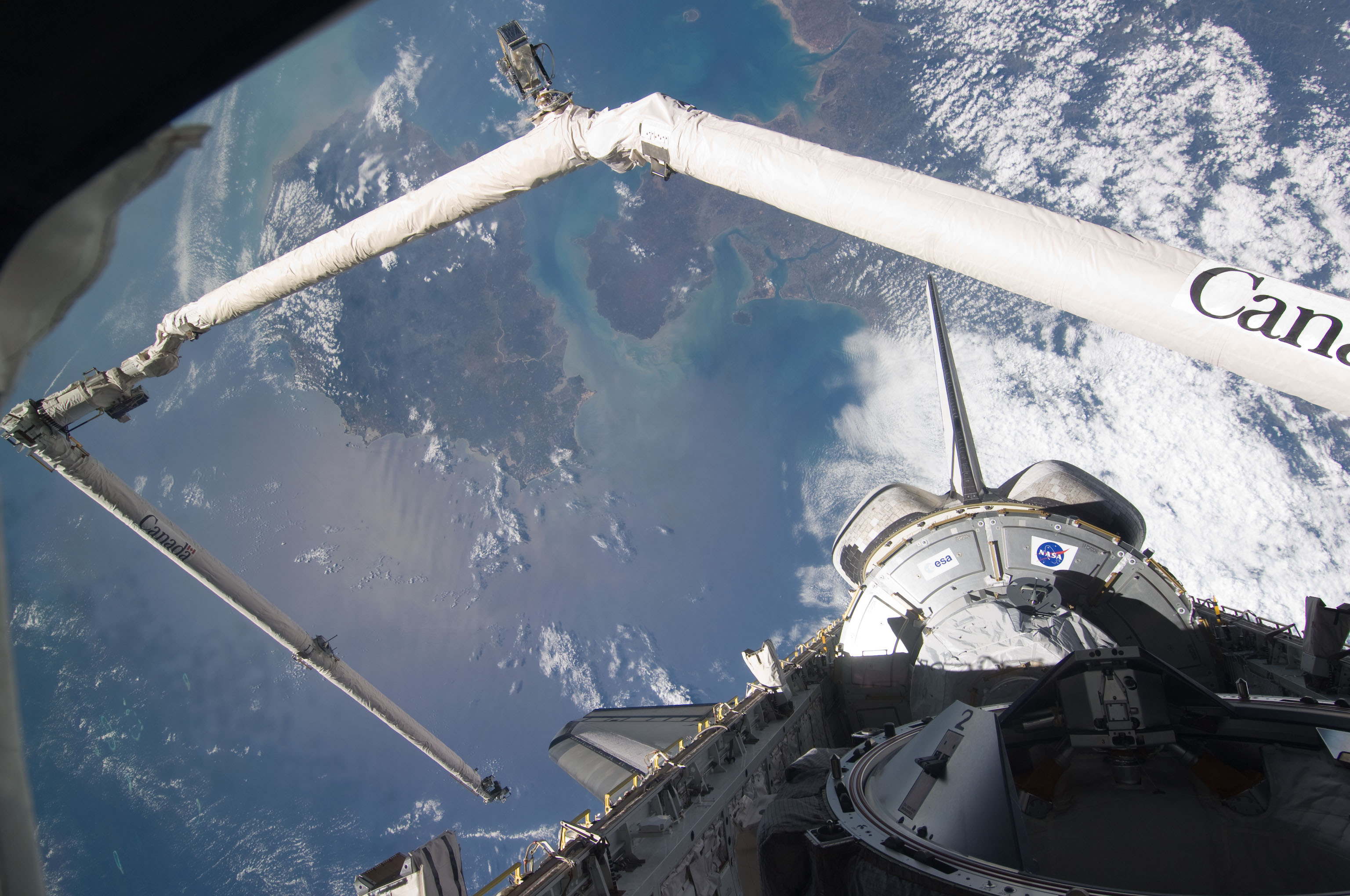
Обследование правого крыла.

С помощью лазерного сканера и высокоразрешающей камеры, установленных на удлинители робота-манипулятора станции, астронавты проводят обследование теплозащитного покрытия днища и кромок крыльев шаттла. Роботом-манипулятором шаттла управляли Кэтрин Хэйр, Николас Патрик и Терри Виртс. Обследование правого крыла началось в 5 часов и продолжалось около полутора часов. Далее были обследованы нос и покрытие передней части шаттла, и затем левого крыла. Обследование было закончено в 10 часов. Изображения, полученные во время обследования, передаются в центр управления полётом, где специалисты проанализируют их. Если обнаружатся подозрительные места, то во время обследования в предпоследний день полёта, эти места будут обследованы более тщательно.
Астронавты подготавливали оборудование для предстоящей стыковки с МКС.

### Третий день полёта
22:14 9 февраля — 13:14 10 февраля
В 0 часов 57 минут была проведена очередная корректировка орбиты. «Индевор» находился в 60 км (38 миль) от станции.
В 2 часа 28 минут была проведена заключительная корректировка орбиты. «Индевор» находился в 14 км (9 миль) от станции. В 3 часа, приблизительно за два часов перед стыковкой, шаттл находился на расстоянии 8 км (27000 футов) от станции. В 3 часа 50 минут шаттл находился на расстоянии 300 метров (1000 футов) от станции.

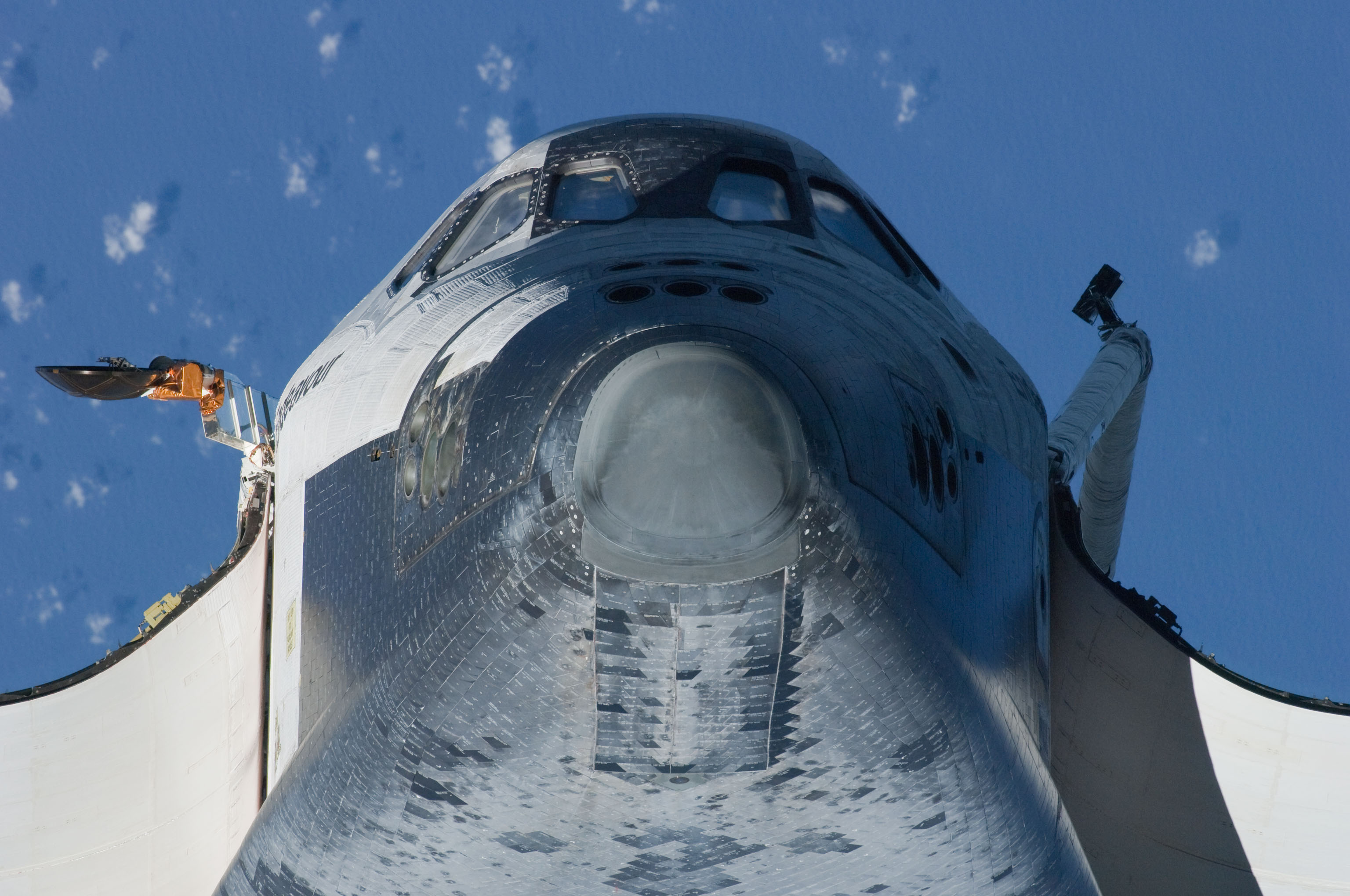
«Индевор» приближается к МКС.

В 4 часа, когда «Индевор» находился на расстоянии 180 метров (600 футов) под станцией, командир шаттла Джордж Замка начал манёвр разворот, в ходе которого шаттл сделал кувырок перед иллюминаторами станции, через которые астронавты МКС Джеффри Уильямс и Олег Котов снимали теплозащитное покрытие днища и крыльев шаттла. Переворот был совершен за десять минут. В 4 часа 20 минут шаттл вышел вперёд по курсу от станции. Нос шаттла направлен в космос, корма на Землю, раскрытый грузовой отсек, в котором находится стыковочный узел, направлен на станцию. В 4 часа 30 минут шаттл находится на расстоянии 90 метров (300 футов), скорость сближения составляет 6 см/с (0,2 фута в секунду). В это время произошел сбой в лазерной системе, которая автоматически измеряет расстояние между объектами. Этот сбой не влияет на продолжение процесса стыковки. В распоряжении имеются другие средства для измерения расстояния. Астронавты используют ручной лазерный измеритель расстояния. В 5 часов расстояние между шаттлом и МКС составляло 9 метров (30 футов).
Стыковка состоялась в 5 часов 6 минут над Атлантическим океаном, западнее Португалии. Общий вес комплекса (МКС + «Индевор») составил более 450 тонн (1 млн фунтов).
После стыковки, с помощью двигателей шаттла, весь комплекс (МКС + «Индевор») был развернут на 180° так, что модуль «Звезда» становится передним в направлении полёта, а шаттл находится сзади. Такой разворот делается всегда, когда к станции пристыковывается шаттл, чтобы предотвратить повреждение теплозащитного покрытия шаттла от возможных столкновений с микрометеоритами или космическим мусором.

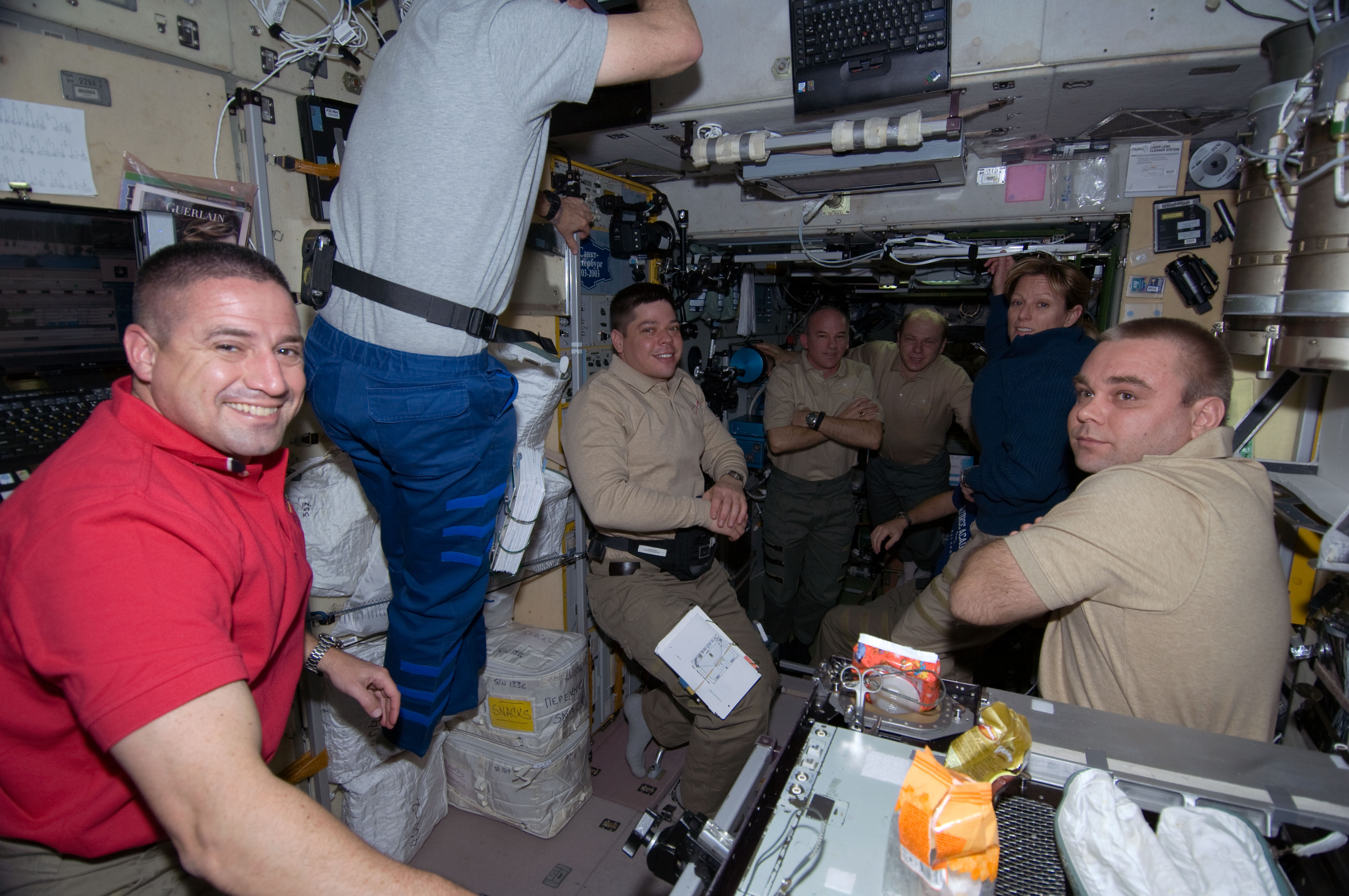
Экипажи «Индевора» и МКС встретились на орбите.

Люк между МКС и «Индевором» был открыт в 7 часов 16 минут. Экипаж «Индевора» приветствовал экипаж 22-й экспедиции МКС.
В 9 часов 46 минут, с помощью робота-манипулятора станции (под управлением Николаса Патрика и Тимоти Кримера), из грузового отсека шаттла был поднят удлинитель манипулятора и передан роботу-манипулятору шаттла (под управлением Тирри Виртса и Кэтрин Хайр). Это сделано для того, чтобы освободить пространство в грузовом отсеке перед предстоящим подъёмом модуля «Транквилити».
Из шаттла на станцию были перенесены запасные части необходимые для ремонта системы регенерации воды. Выходящие астронавты Патрик и Бенкен перенесли свои выходные скафандры из шаттла в шлюзовой модуль станции «Квест».

### Четвёртый день полёта
21:14 10 февраля — 13:14 11 февраля
Джордж Замка, Кэтрин Хайр и Стивен Робинсон заняты переноской доставленного на станцию оборудования и материалов. Астронавты Бенкен и Патрик готовят свои скафандры и инструменты к первому выходу в открытый космос.
Командир экипажа МКС Джеффри Уильямс занимался ремонтом системы регенерации воды, которая вышла из строя несколько недель назад. Он установил в системе новые центрифугу, насос и фильтры, которые были привезены на станцию на «Индеворе».
В результате изучения снимков шаттла, полученных со станции, были выявлены два подозрительных места.
- Керамическая вставка на раме одного из окон «Индевора», которая сместилась вверх из своего нормального положения. Предположительно, во время возвращения шаттла на Землю (вход в атмосферу и приземления) под действием вибрации эта вставка может окончательно вылететь из своего места и удариться в обшивку шаттла на хвостовом оперении или в гондолы двигателей системы ориентации.
- Трещина на обшивке внешней поверхности кабины шаттла.

Члены экипажа разговаривали с корреспондентами американских телевизионных и радиостанций.
Во второй половине дня у астронавтов запланировано время для отдыха.
Роберт Бенкен и Николас Патрик отправляются спать при пониженном давлении в модуль «Квест», готовясь к завтрашнему выходу в космос, который назначен на 2 часа 9 минут.

### Пятый день полёта
21:14 11 февраля — 13:44 12 февраля
День первого выхода в открытый космос.

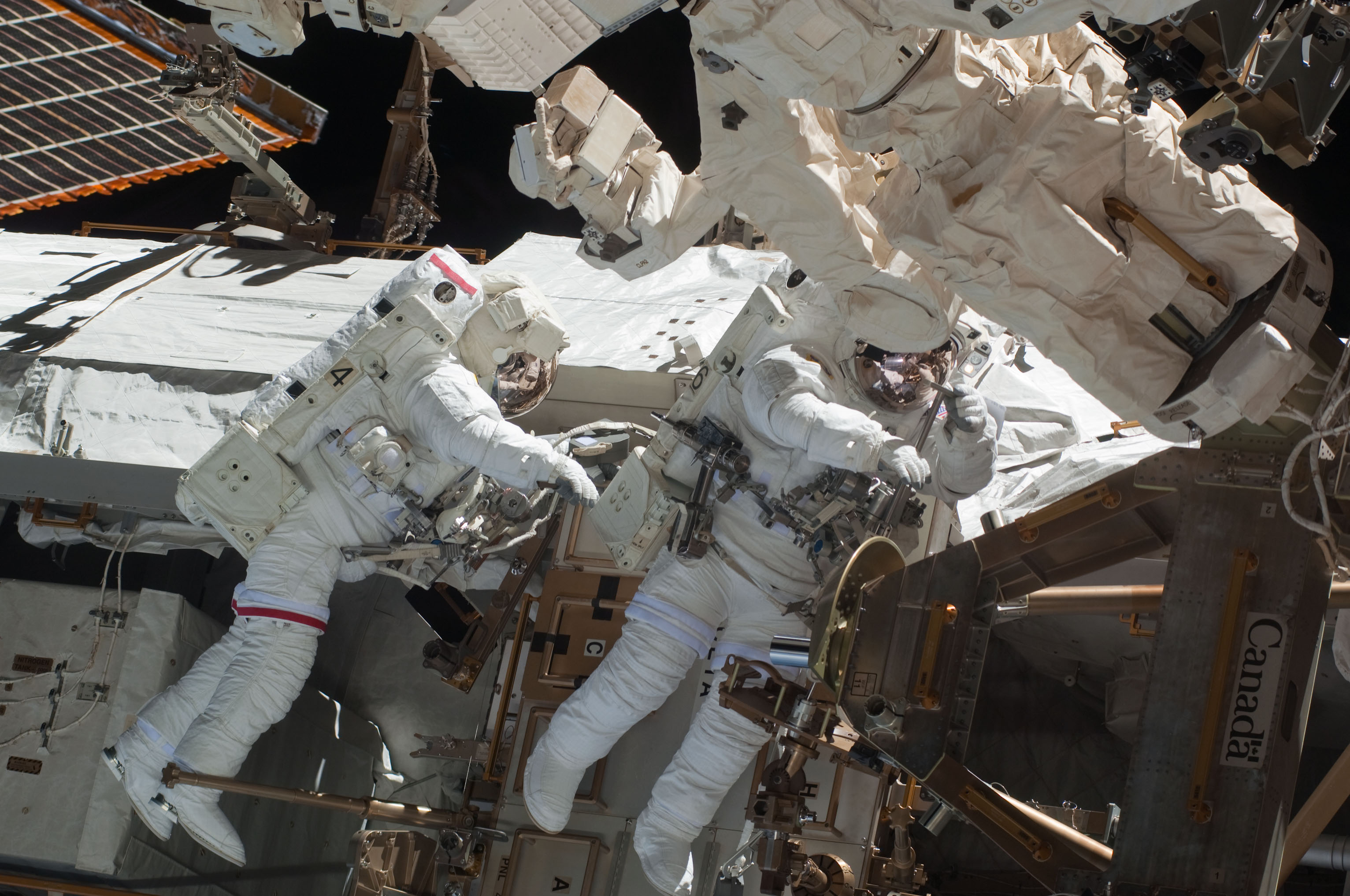
Роберт Бенкен и Николас Патрик в открытом космосе.

Астронавты Бенкен и Патрик снимают транспортные крепления с модуля «Транквилити». С помощью робота-манипулятора станции астронавты поднимают модуль «Транквилити» из грузового отсека шаттла и устанавливают его на левом стыковочном порту модуля «Юнити». Астронавты Бенкен и Патрик подключают силовые и информационные кабели к модулю «Транквилити».
Выход начался в 2 часа 17 минут (12 февраля). Координатором выхода внутри станции был Стивен Робинсон. Выйдя из модуля «Квест», астронавты направляются в грузовой отсек шаттла. Роберт Бенкен перемещается в заднюю часть отсека, снимает транспортные крепления с модуля «Транквилити» и подготавливает его стыковочный узел к подсоединению к модулю «Юнити». Николас Патлик перемещается к передней части «Транквилити» и отсоединяет от него силовые кабели.
Терри Виртс и Кэтрин Хайр находятся в модуле «Дестини» и управляют роботом-манипулятором станции, с помощью которого пятнадцати тонный «Транквилити» поднимают (начало подъёма в 4 часа 5 минут) из грузового отсека шаттла и перемещают к левому порту модуля «Юнити». В 5 часов 56 минут «Транквилити» был подведён к месту установки на модуле «Юнити».

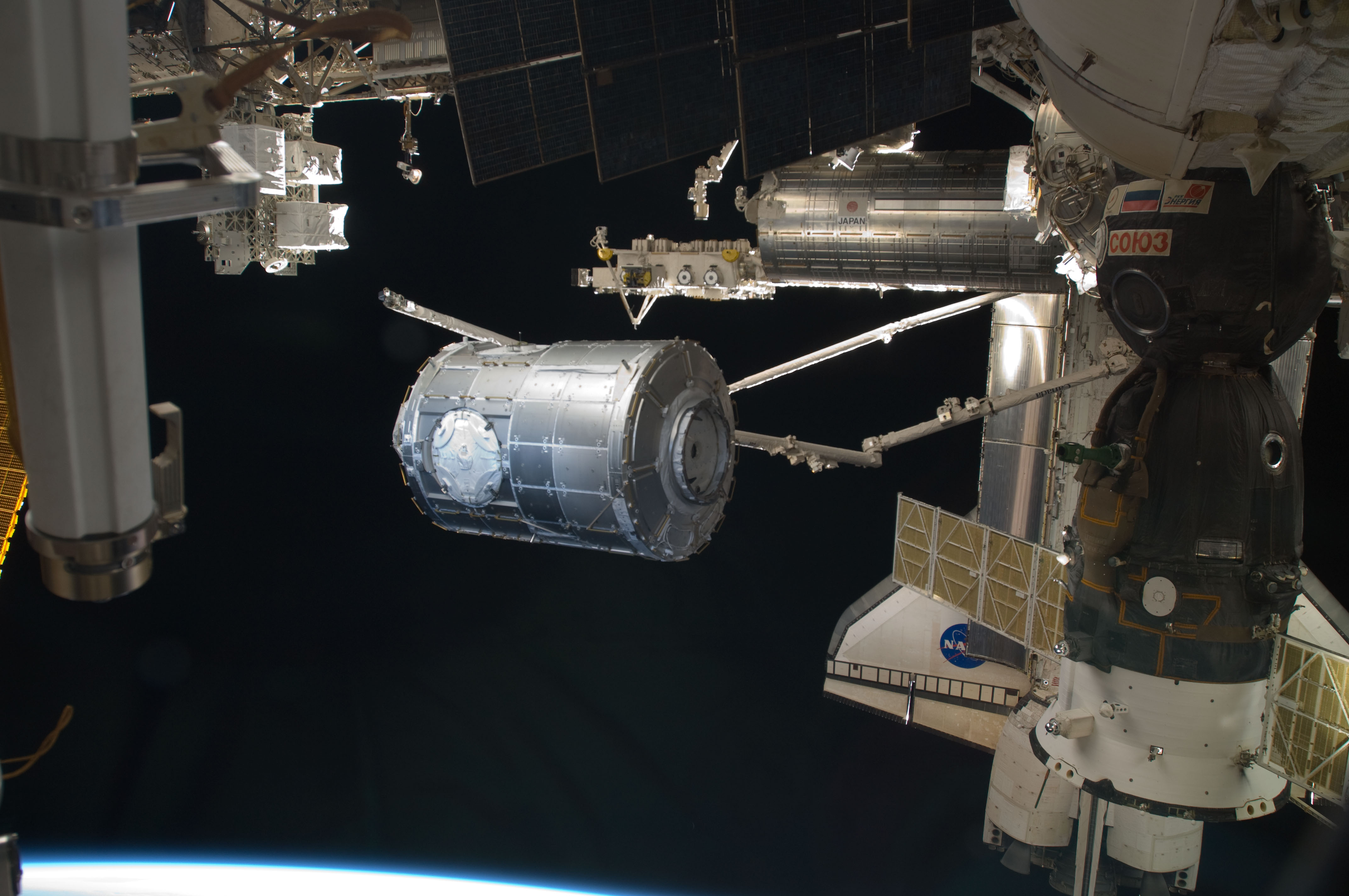
Установка модуля «Транквилити».

В 6 часов 20 минут сработали автоматические захваты, и «Транквилити» был плотно притянут к левому стыковочному узлу модуля «Юнити», модуль «Транквилити» стал частью МКС. В это время станция находилась над Индийским океаном, западнее Сингапура.
В это время Бенкен и Патрик достают из грузового отсека две упаковки, в которых находятся шланги и изоляция для подключения модуля «Транквилити» к системе охлаждения МКС. Эти шланги будут включены в систему во время второго выхода в открытый космос.
Затем Бенкен и Патрик перемещаются к роботу Декстр, чтобы забрать комплект инструментов и перенести его на левую сторону ферменной конструкции станции.
После того как «Транквилити» был пристыкован, Бкнкен и Патрик переместились к нему и начали подключение силовых и информационных кабелей. Эта работа была завершена в 8 часов 5 минут.
В 8 часов 34 минут Бенкен и Патрик вернулись в шлюзовой модуль «Квест». В 8 часов 45 минут был закрыт люк модуля «Квест».
Выход закончился в 8 часов 49 минут. Продолжительность выхода составила 6 часов 32 минуты.
Это был 138 выход в открытый космос связанный с МКС.
Из центра управления сообщили, что активация подключения «Транквилити» и проверка герметичности стыка прошли успешно. Открытие люка в «Транквилити» со стороны станции намечен на 2 часа 14 минут (13 февраля).

### Шестой день полёта
21:14 12 февраля — 13:14 13 февраля
После изучения изображений и показаний сенсоров, руководители полёта объявили, что теплозащитное покрытие днища и крыльев шаттла не имеет повреждений, и шаттл «Индевор» может безопасно возвращаться на Землю.
Керамическая вставка, которая сместилась вверх из своего нормального положения, по оценкам специалистов, не представляет опасности для шаттла. Трещина на обшивке кабины шаттла также не представляет опасности.

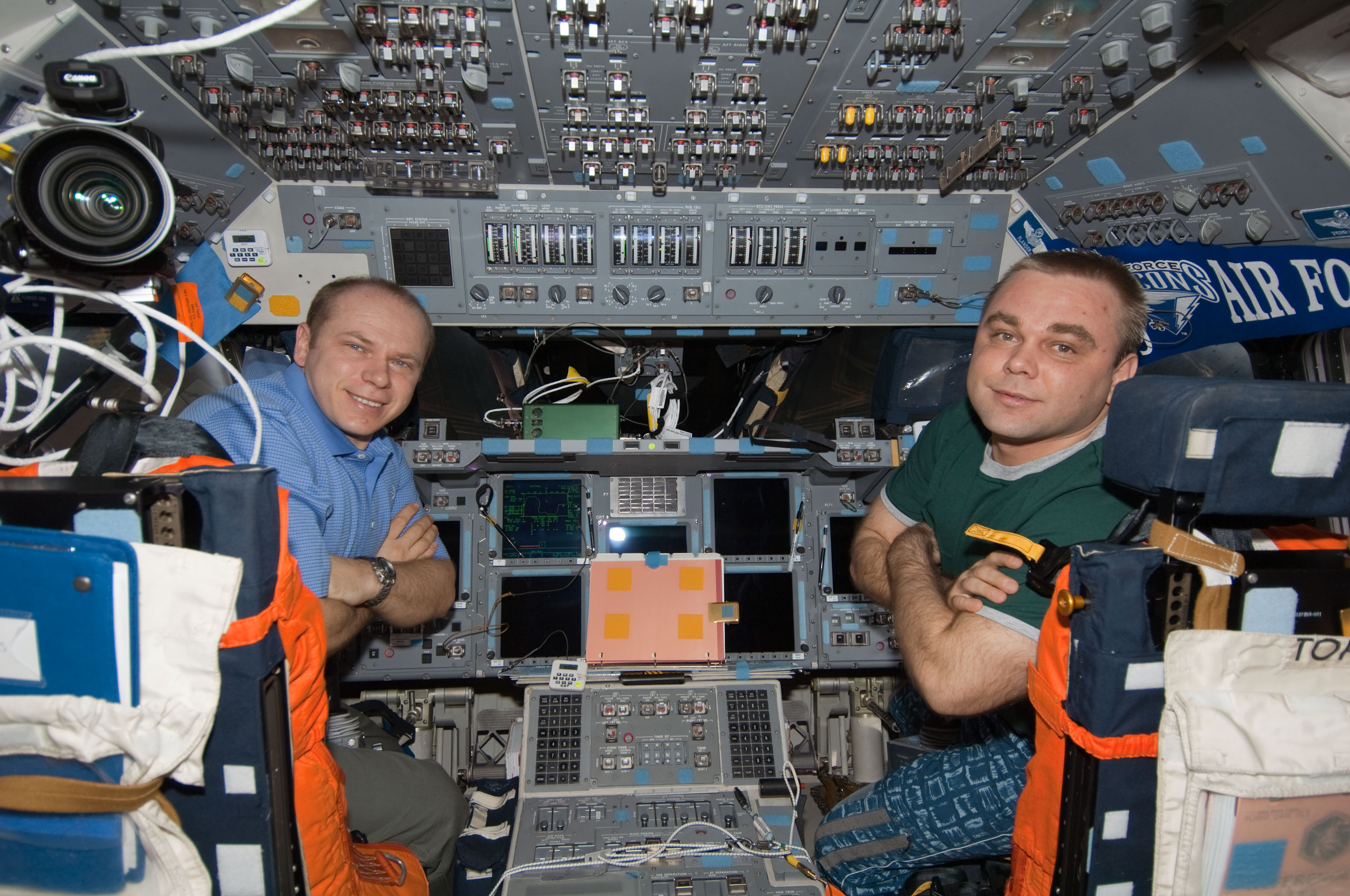
Российские космонавты Максим Сураев и Олег Котов в кабине «Индевора».

Астронавты подготавливали к активации новый модуль «Транквилити». К модулю были подключены информационные и силовые кабели.
В 2 часа 17 минут командир экипажа МКС Джеффри Уильямс открыл люк в модуль. Астронавты начали переносить оборудование из станции в «Транквилити».
В 4 часа 32 минуты астронавты открыли люк модуля «Купол», который пристыкован к переднему порту модуля «Транквилити». Однако окна модуля «Купол» остаются закрытыми, они будут открыты только после перестыковки модуля на постоянное место — на нижний порт модуля «Транквилити». Перед отстыковкой модуль «Купол» должен быть разгерметизирован, а порт, к которому он пристыкован, должен быть закрыт изнутри модуля «Транквилити». Астронавты должны были установить крышку не передний порт изнутри модуля «Транквилити», но им не удалось плотно установить крышку. Несколько винтов мешают задвинуть крышку на место. Проблемные места были сфотографированы, а фотографии отправлены на Землю для анализа специалистами.
Астронавты Роберт Бенкен и Николас Патрик готовились ко второму выходу в открытый космос, который состоится на следующий день. Во время первого выхода выявились проблемы с внутренней вентиляцией в скафандре Патрика. Поэтому ко второму выходу готовится другой скафандр.
В 7 часов 30 минут Роберт Бенкен и Николас Патрик отвечали на вопросы пользователей твиттера.
В 10 часов 30 минут Терри Виртс и Кэтрин Хайр отвечали на вопросы корреспондентов Ассошиэйтед Пресс, CBS News и Рейтер.

### Седьмой день полёта
21:15 13 февраля — 13:14 14 февраля
День второго выхода в открытый космос.
Руководство полётом продлило пребывание «Индевора» в космосе на одни сутки, чтобы астронавты успели перенести как можно больше оборудования в модуль «Транквилити». В том числе, в модуль «Транквилити» должна быть перенесена система регенерации воды, которую астронавты МКС отремонтировали с помощью запасных частей, доставленных на «Индеворе». Отстыковка от станции перенесена с 19 февраля (0 часов 35 минут) на 20 февраля (0 часов 54 минуты), а возвращение на Землю с 21 февраля (3 часа 01 минута) — на 3 часа 16 минуты 22 февраля.

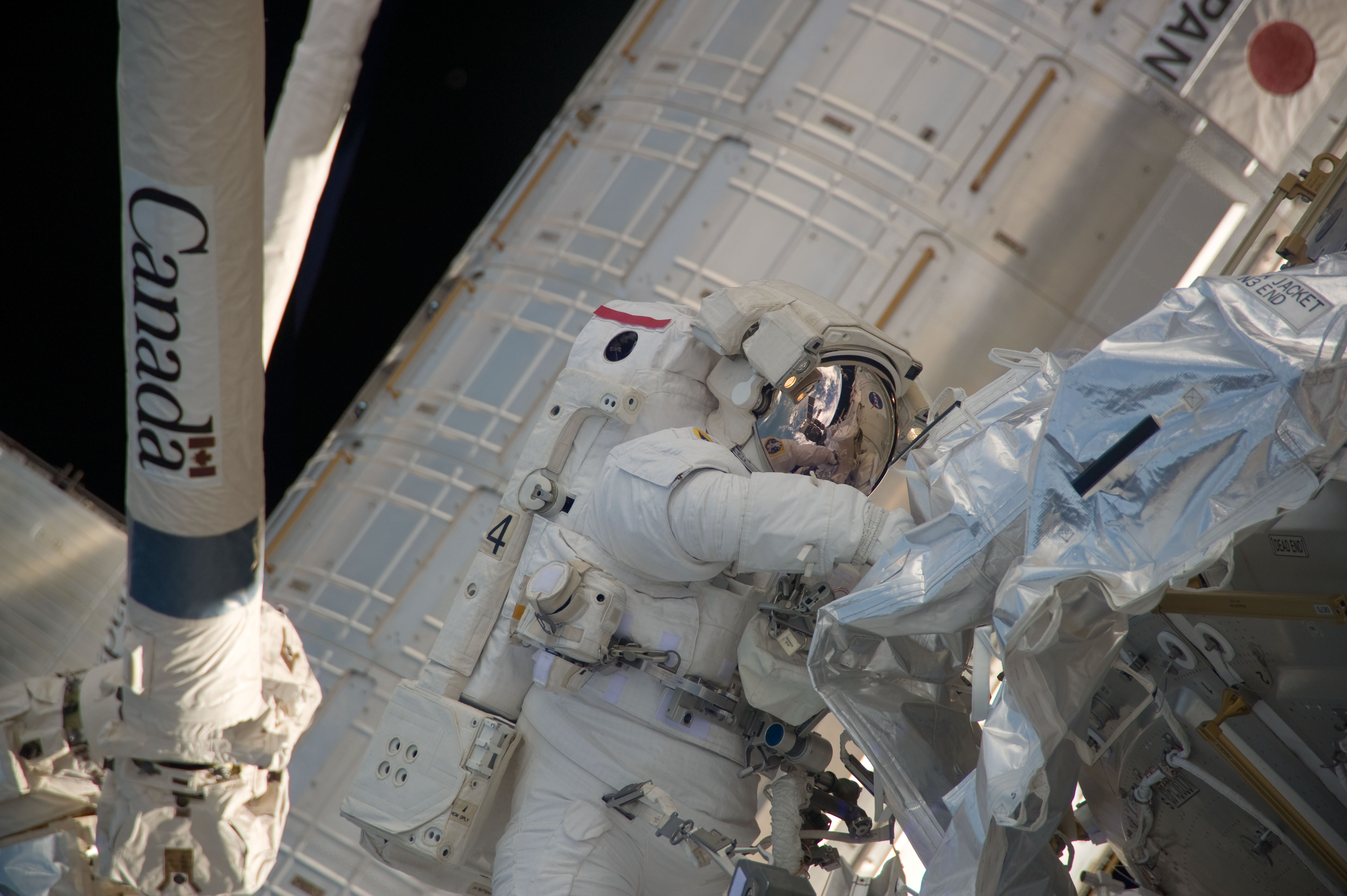
Роберт Бенкен. Второй выход в космос.

Астронавты Бенкен и Патрик должны были распаковать и развернуть шланги системы охлаждения, подсоединить их к модулю «Транквилити» и подключить их к двум петлям (А и В) общей системы охлаждения станции. Система охлаждения необходима для отвода тепла, которое продуцируется электроприборами, расположенными в модуле «Транквилити». В каждой петле (А и В) системы охлаждения устанавливаются по два соединительных шланга.
В 2 часа 20 минут начался второй выход в открытый космос. Астронавты Роберт Бенкен и Николас Патрик начали разворачивать многослойное изолирующее полотно, в которое будут завёрнуты шланги системы охлаждения. Затем Патрик перебрался на модуль «Дестини» и начал подсоединять шланги к соответствующим отводам. В это же время Бенкен начал соединять шланги с отводами на модуле «Транквилити». В 4 часа 11 минут первая пара шлангов была установлена. Астронавты начали установку второго комплекта линий системы охлаждения.

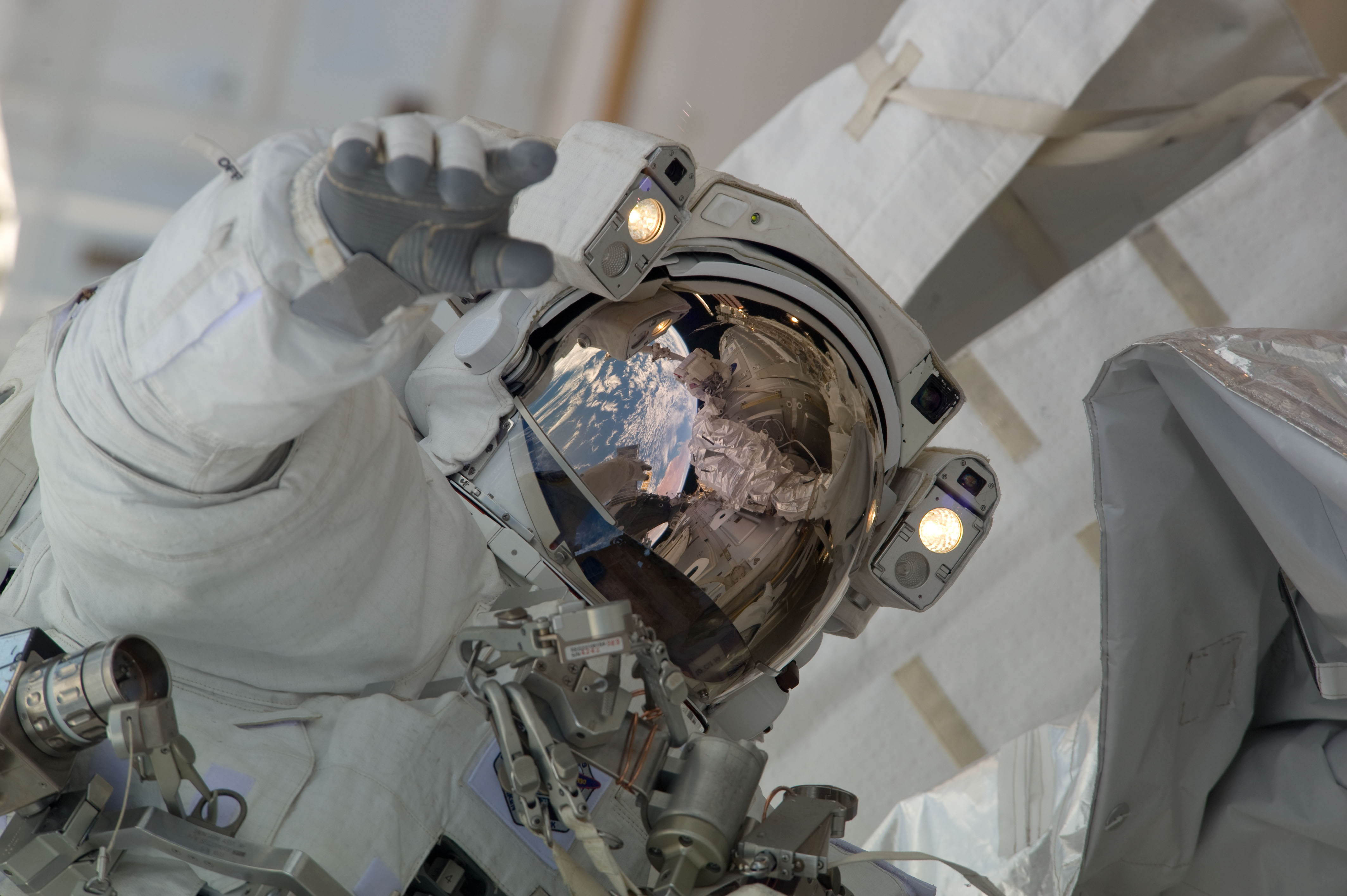
Николас Патрик. Второй выход в космос.

Николас Патрик сообщил, что несколько хлопьев аммиака, которые вылетели из отводов системы охлаждения. В 5 часов Роберт Беркен переместился к Патрику, чтобы осмотреть его скафандр, но не обнаружил какого-либо загрязнения.
В 5 часов 25 минут астронавты соединили все шланги и начали заворачивать их в изолирующее полотно. В 5 часов 55 минут Патрик открыл вентиль первой петли системы охлаждения, через который аммиак через вновь подключенные шланги потёк к модулю «Транквилити». Вторая петля системы охлаждения будет активирована во время третьего выхода в открытый космос.
В 6 часов Роберт Бенкен переместился к нижнему порту модуля «Транквилити», чтобы подготовить его к приёму модуля «Купол».
Николас Патрик переместился к модулю «Купол», чтобы подготовить его к отстыковки.
В 6 часов 43 минуты из центра управления полётом сообщили, что включённая петля охлаждения функционирует нормально.
Астронавты Роберт Бенкен и Николас Патрик начали устанавливать дополнительные поручни на модуле «Транквилити».
В 7 часов 40 минут Бенкен и Патрик вернулись к шлюзовому модулю «Квест». В 8 часов 5 минут — астронавты внутри модуля «Квест». Астронавты вернулись раньше, чтобы иметь больше времени для внешнего осмотра скафандров, из-за возможного загрязнения аммиаком.
Выход закончился в 8 часов 14 минут. Продолжительность выхода составила 5 часов 54 минуты.
Это был 139 выход в открытый космос связанный с МКС.

### Восьмой день полёта
21:14 14 февраля — 13:14 15 февраля
В этот день Модуль «Купол» был установлен на предназначенное для него место, на нижнем, направленном на Землю, порту модуля «Транквилити».
1 час началась разгерметизация модуля «Купол». В 3 часа 23 минуты модуль «Купол» был захвачен роботом-манипулятором станции, которым управляли Кэтрин Хайр и Терри Виртс.

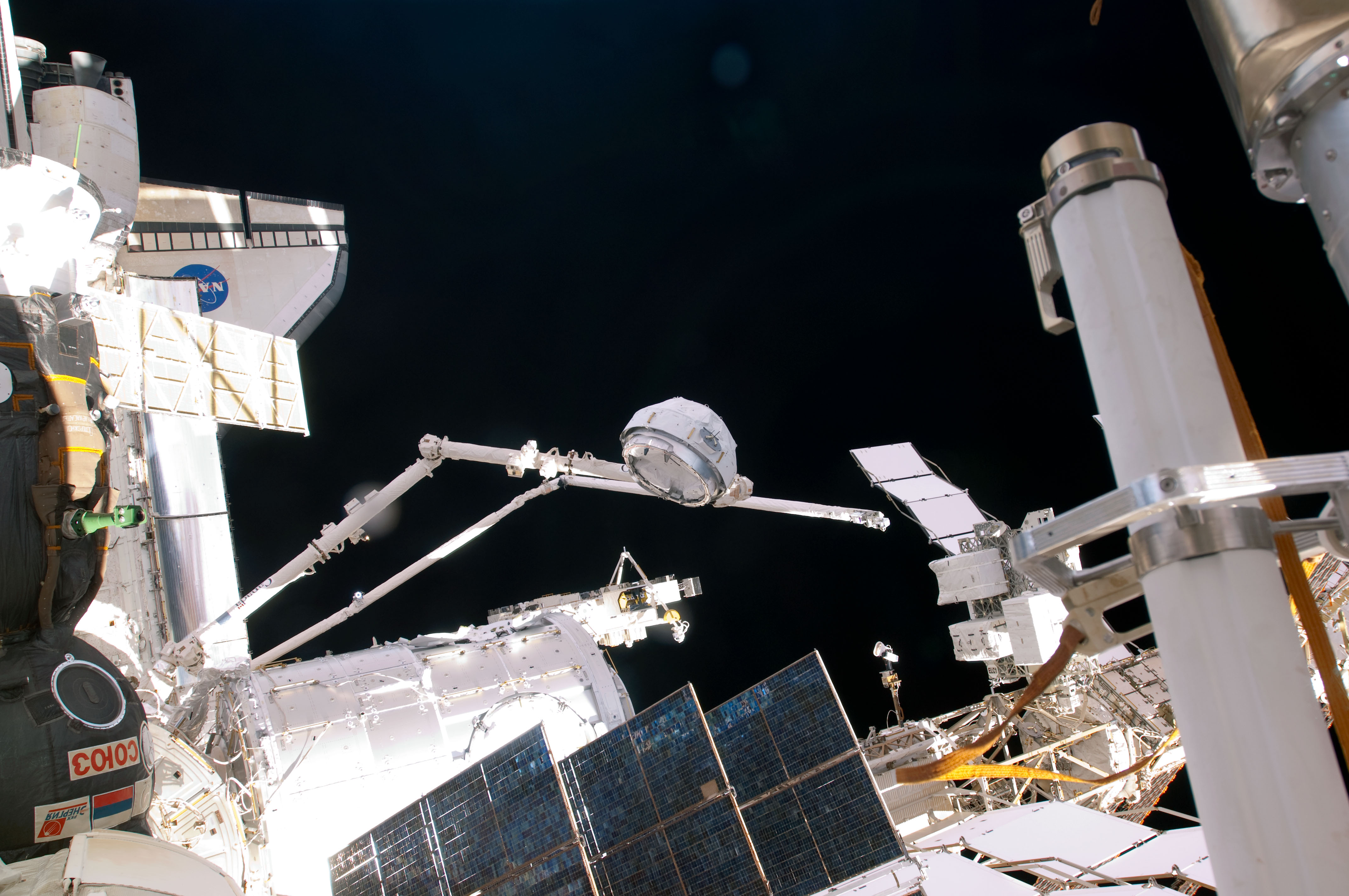
Установка модуля «Купол».

В 5 часов 20 минут модуль «Купол» был отсоединён от переднего стыковочного узла модуля «Транквилити». С помощью манипулятора, «Купол» переносится к нижнему стыковочному узлу модуля «Транквилити». В 6 часов 31 минут модуль «Купол» был пристыкован к нижнему порту модуля «Транквилити».
Астронавты планируют войти в «Купол» на следующий день. Крышки, которыми снаружи закрыты окна «Купола», будут сняты во время третьего выхода в открытый космос.
После того как «Купол» был установлен, робот-манипулятор был переведён к стыковочному адаптеру № 3, который временно размещён на верхнем порту модуля «Гармония». На следующий день этот адаптер будет перестыкован на освободившийся передний порт модуля «Транквилити».

### Девятый день полёта
21:14 15 февраля — 13:14 16 февраля

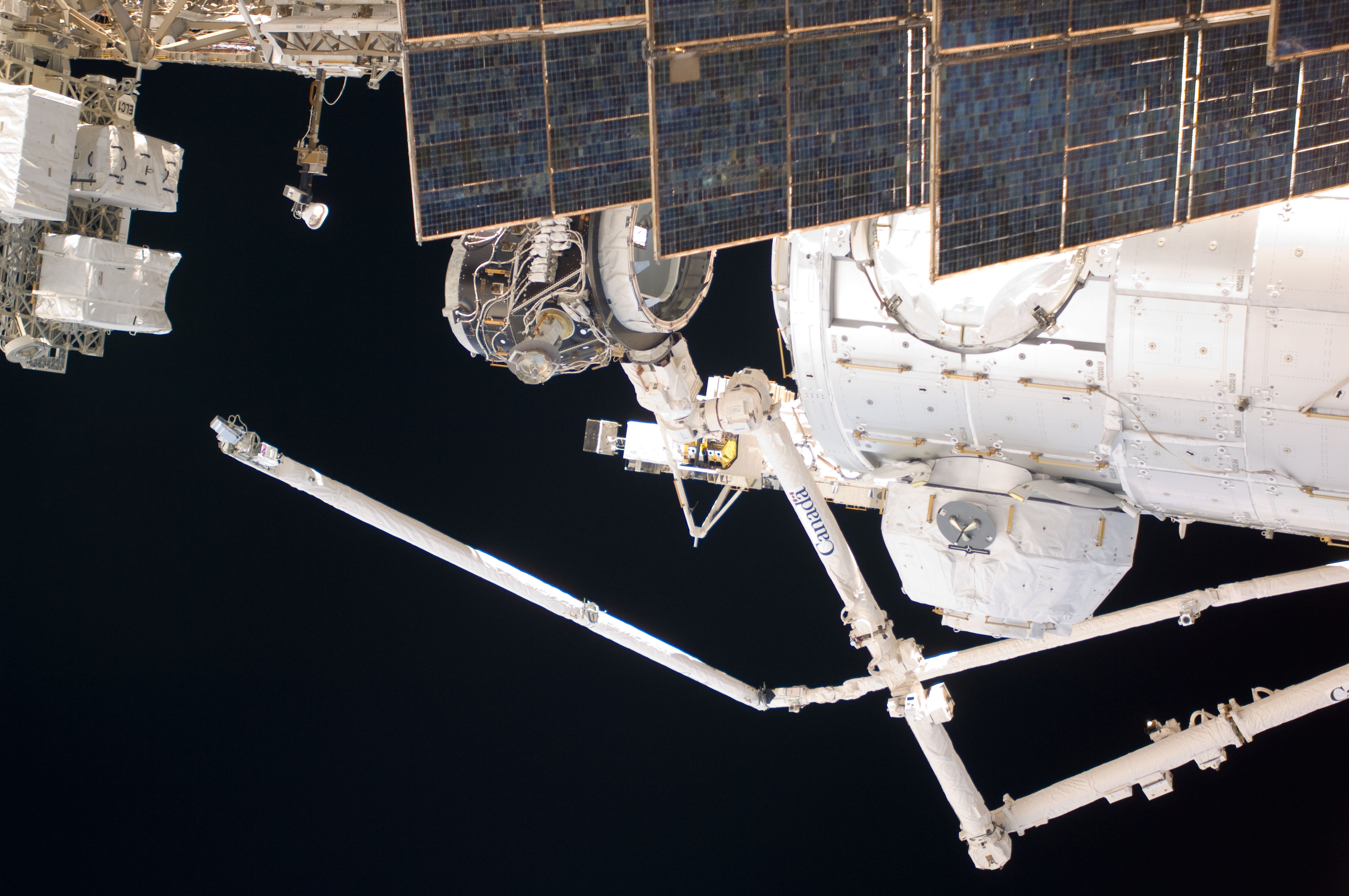
Перестановка стыковочного адаптера № 3.

В этот день стыковочный адаптер № 3 был переустановлен на предназначенное для него место на переднем порту модуля «Транквилити».
В 0 часов 52 минуты адаптер № 3 был отсоединён от модуля «Гармония». В 2 часа адаптер, с помощью робота-манипулятора, которым управляли Роберт Бенкен и Николас Патрик, был перемещён к переднему порту модуля «Транквилити».
Стыковочный адаптер № 3 был присоединён к модулю «Транквилити» в 2 часа 28 минут.

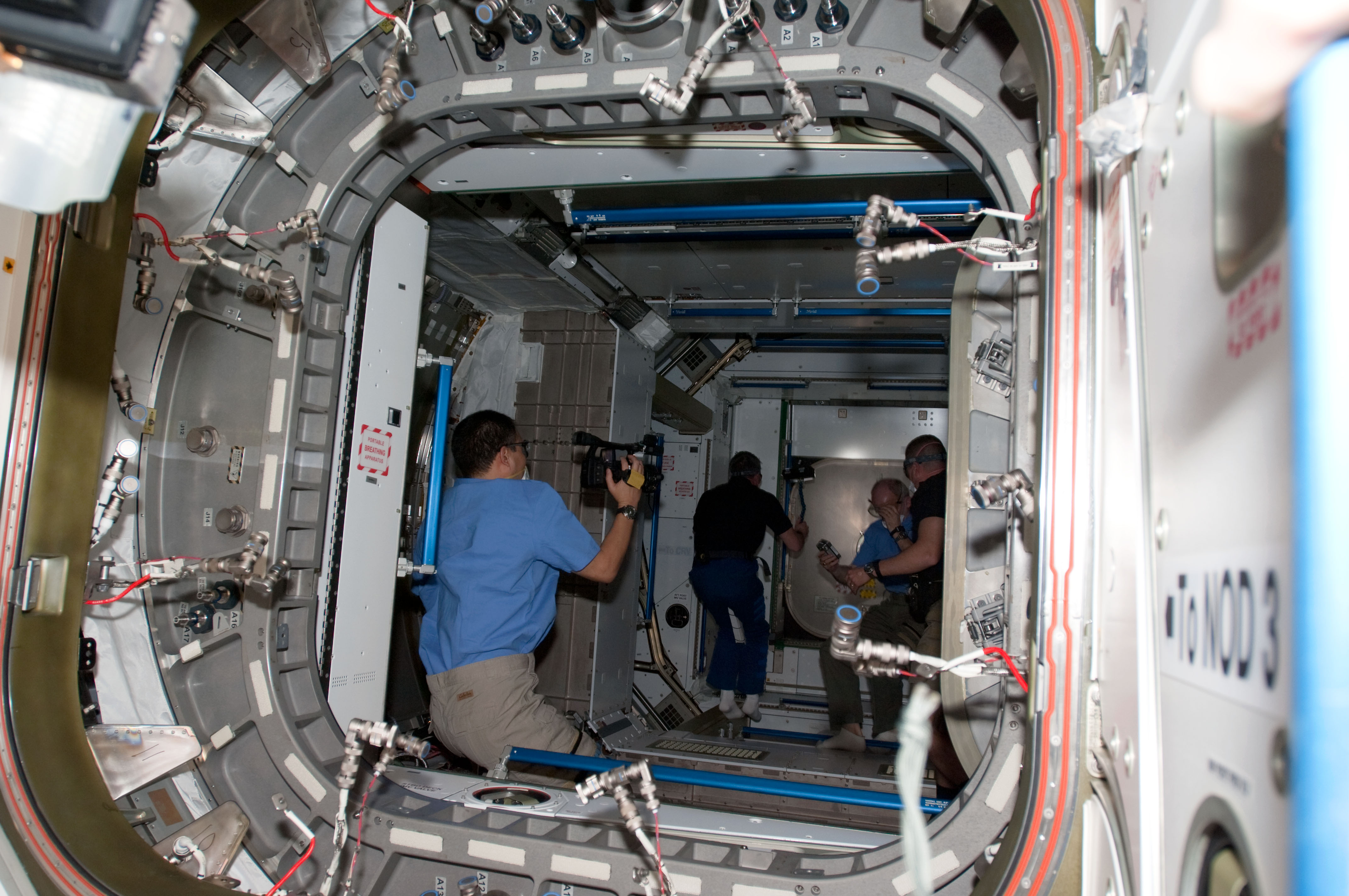
Астронавты работают в модуле «Транквилити».

Астронавты открыли модуль «Купол» изнутри станции. Продолжалось оборудование нового модуля «Транквилити».
Во второй половине дня астронавты имели время для отдыха.
Роберт Бенкен и Николас Патрик готовились к своему третьему (последнему) выходу в открытый космос.

### Десятый день полёта
21:14 16 февраля — 13:14 17 февраля
День третьего выхода в открытый космос.
Роберт Бенкен и Николас Патрик должны включить вторую петлю охлаждения на модуле «Транквилити», убрать изоляцию и снять транспортные запоры с алюминиевых защитных крышек семи окон модуля «Купол».

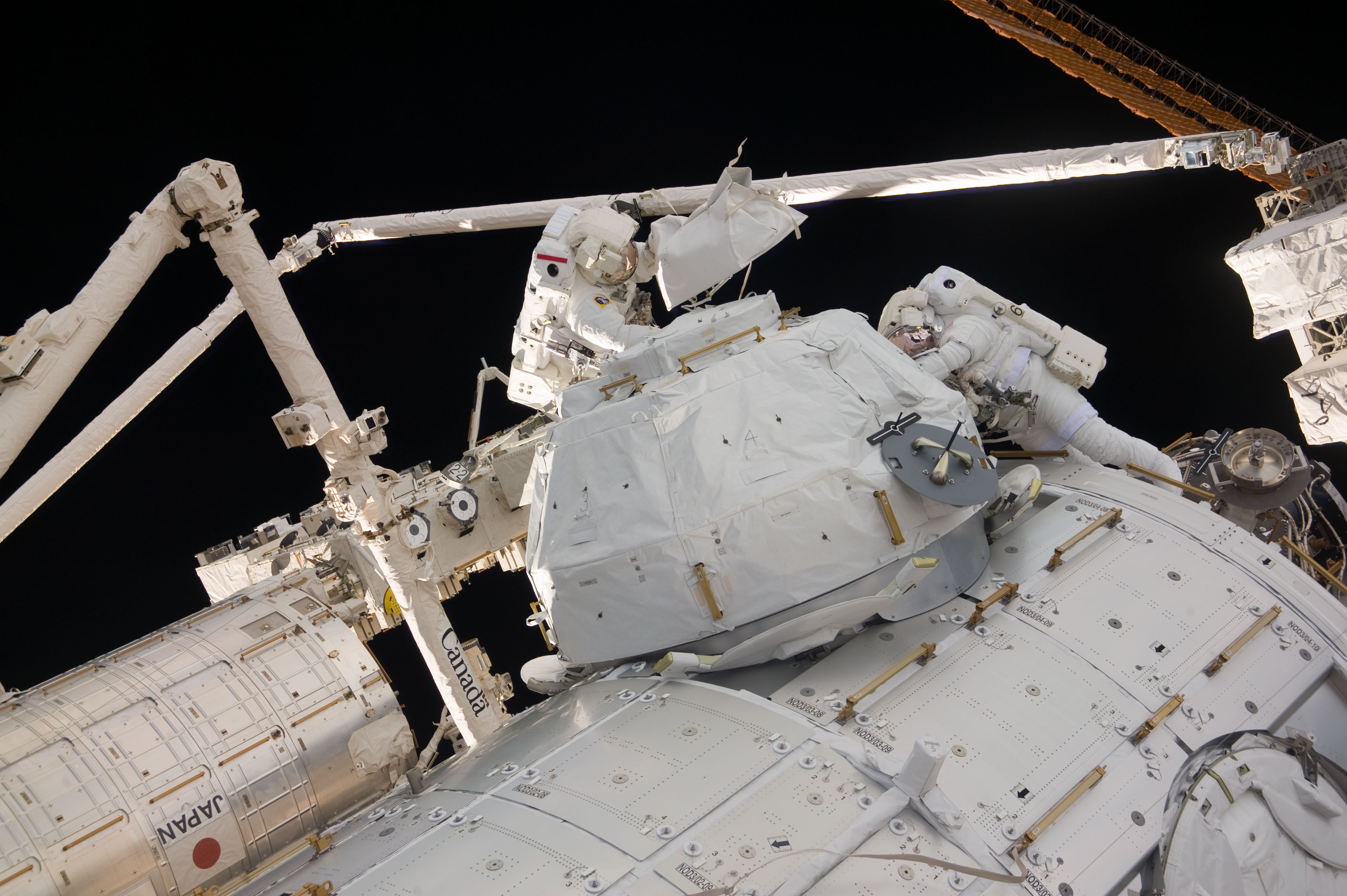
Роберт Бенкне и Николас Патрик работают на модуле «Купол».

В 2 часа 15 минут начался третий выход в открытый космос. Астронавты Роберт Бенкен направился к модулю «Транквилити», чтобы включить вторую петлю охлаждения, а Николас Патрик направился к адаптеру № 3, чтобы подключить к нему кабели. В 3 часа 45 минут астронавты направились к модулю «Купол». Астронавты отсоединили и свернули два изоляционных покрытия с окон «Купола». Эта работа была закончена в 4 часа 39 минут. Затем астронавты сняли транспортные крепления с крышек окон. В 5 часов 15 минут ставни все крепления со ставен были сняты.
В 5 часов 26 минут Терри Виртс и Кэтрин Хайр открыли ставни центрального круглого окна модуля «Купол». Затем последовательно были открыты остальные окна.

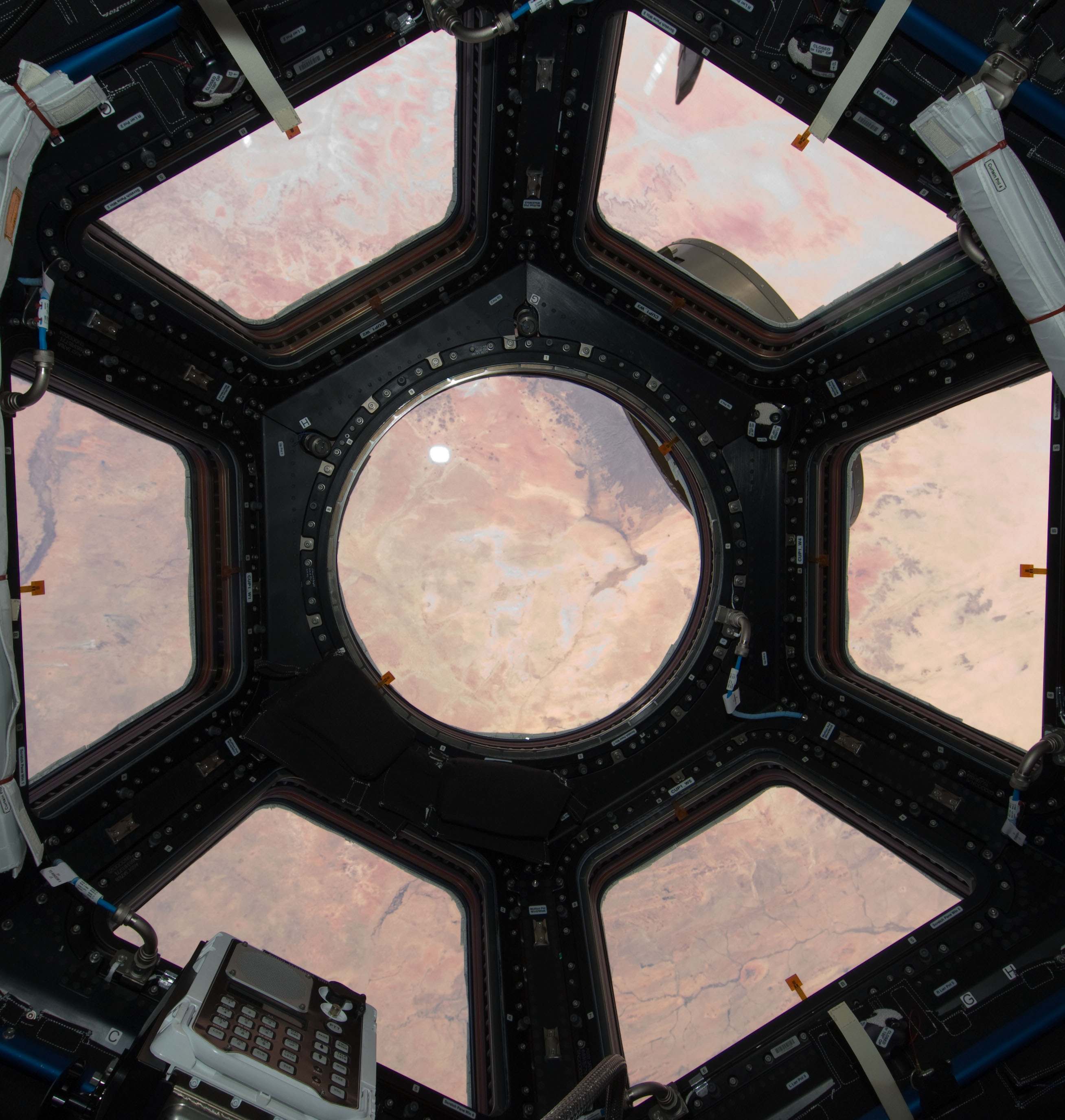
Вид через окна «Купола».

Роберт Бенкен начал устанавливать поручни на модуле «Транквилити». Астронавты протянули волоконно-оптический кабель от сегмента S0 к российскому модулю «Заря». С помощью этого кабеля, в дальнейшем будет подключен пункт управления робота-манипулятора станции, который предполагается установить в модуле «Заря».
В 7 часов 37 минут Бенкен вернулся в шлюзовой модуль. В 7 часов 50 минут к нему присоединился Патрик.
Выход закончился в 8 часов 3 минуты. Продолжительность выхода составила 5 часов 48 минут.
Это был 140 выход в открытый космос связанный с МКС.
Семь окон модуля «Купол» обеспечивают панорамный обзор Земли. «Купол» будет также использоваться как кабина, из которой астронавты будут управлять роботом-манипулятором станции, и, при этом, астронавты смогут непосредственно наблюдать за передвижением манипулятора. До сих пор наблюдение за передвижением манипулятора было возможно только на мониторах. Предполагается управлять манипулятором из «Купола» в будущем для захвата прибывающих на станцию грузовых кораблей.

### Одиннадцатый день полёта
21:14 17 февраля — 12:14 18 февраля

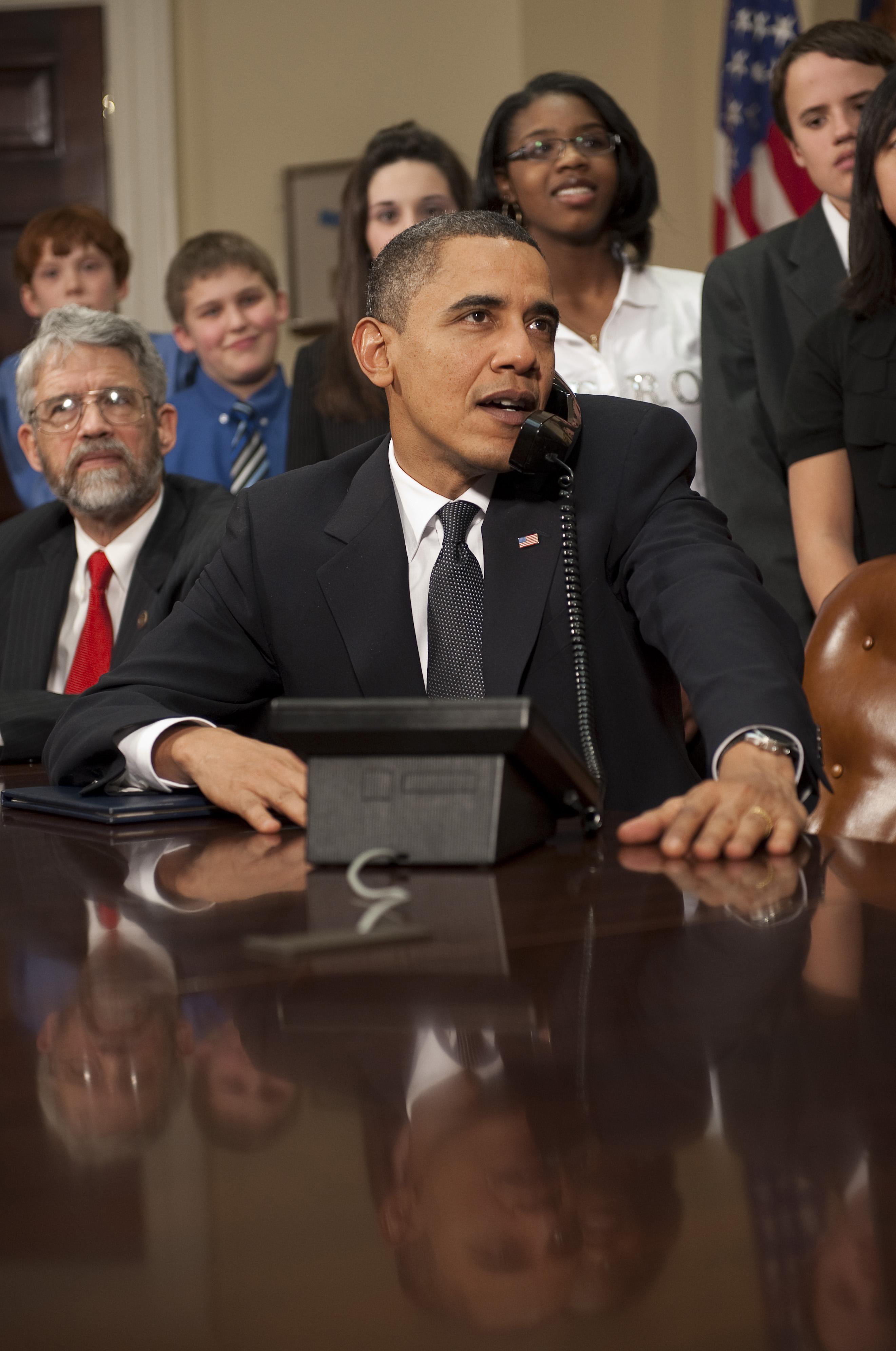
Президент Обама разговаривает с экипажем «Индевора».

В 22 часа 15 минут Президент США Барак Обама вызвал экипаж «Индевора» на телефонный разговор. В разговоре принимали участие сенаторы от штата Мэриленд демократ Барбара Микульски и республиканец Датч Рупперсбергер (Dutch Ruppersberger), а также ученики средних школ.
Этот день посвящён переноске оборудования в модуль «Транквилити». В «Транквилити» были установлены: две стойки с оборудованием для регенерации воды, стойка генератора кислорода и туалет. Ранее в «Транквилити» был установлен тренажер. Тренажер бегущая дорожка (COLBERT) будет перенесён в «Транквилити» позже, после отбытия «Индевора».

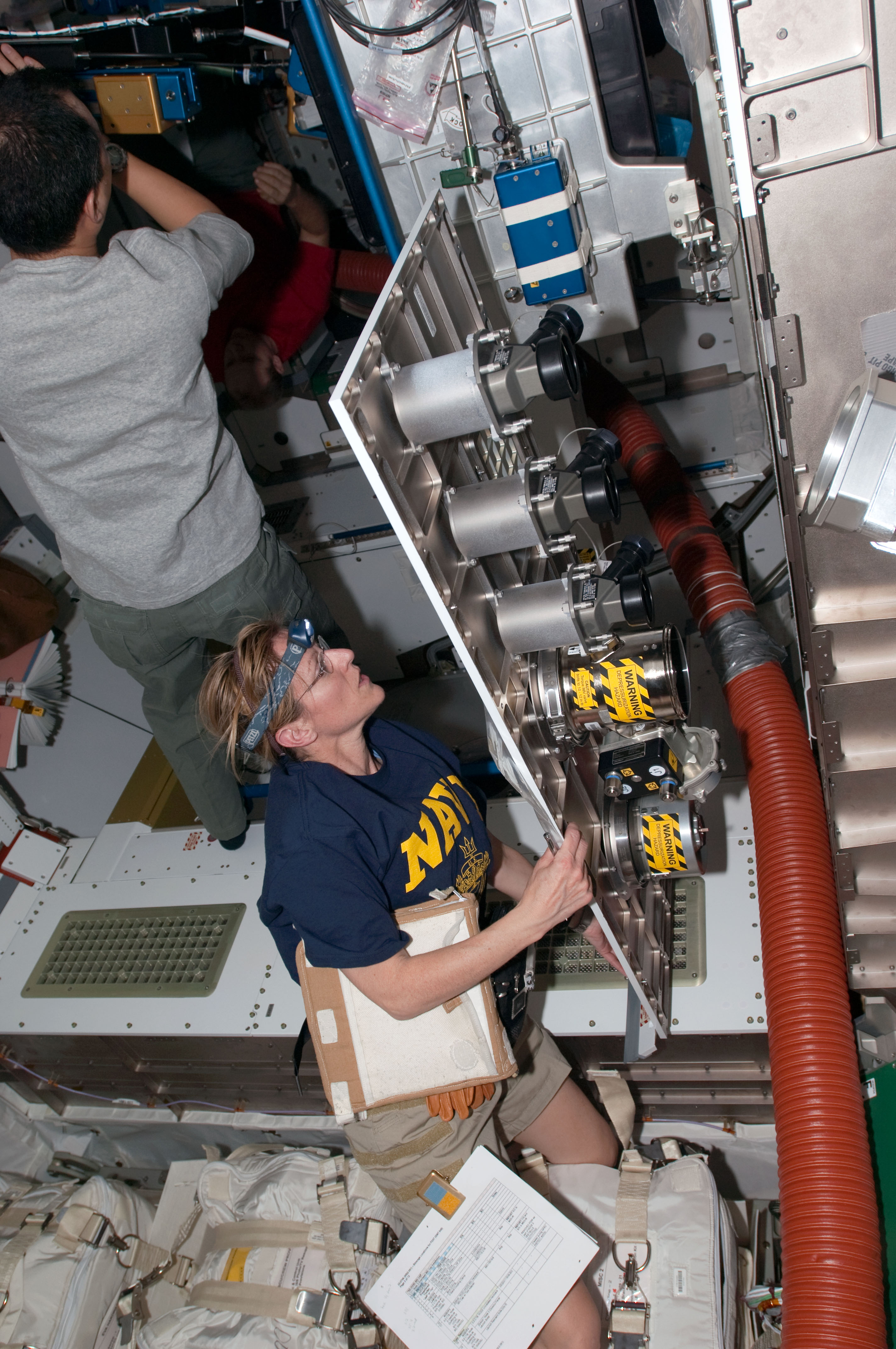
Кэтрин Хайр работает в модуле «Транквилити».

В 7 часов 32 минуты, с помощью двигателей шаттла была поднята орбита станции. Параметры орбиты станции после корректировки: апогей 350 км (219 миль), перигей 335 км (208 миль).
В модуль «Квест» было закачано (24 фунтов) кислорода. Астронавты переносили из шаттла в станцию доставленные оборудование и материалы. В обратном направлении астронавты переносили результаты проводимых на станции экспериментов.

### Двенадцатый день полёта
20:14 18 февраля — 12:14 19 февраля
Астронавты заканчивали переноску оборудования и материалов из шаттла в станцию и в обратном направлении.
Командир экипажа МКС Джеффри Уильямс и командир экипажа «Индевора» Джордж Замка разрезали символическую красную ленту и объявили, что модуль «Купол» передан в эксплуатацию. В модуле «Купол» был установлен контейнер, в котором находится лунный камень. Этот камень был привезен на Землю с Луны экипажем «Аполлона 11» в 1969 году.
В 2 часа 40 состоялась пресс-конференция, во время которой астронавты общались с репортёрами, находившимися в центре управления полётом НАСА и в космическом центре Японии.

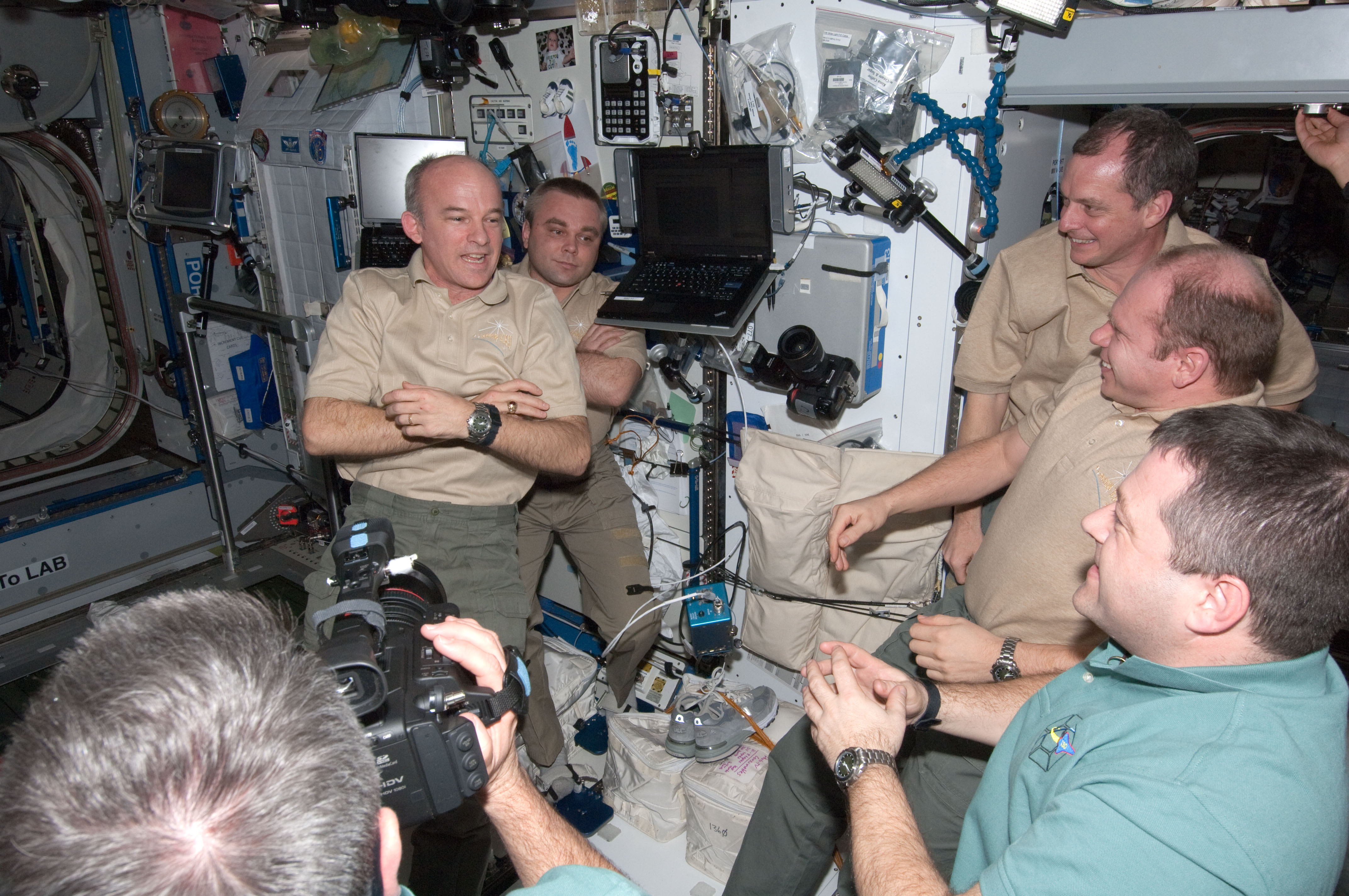
Экипажи шаттла и МКС прощаются в модуле «Гармония».

В 7 часов 45 минут экипажи шаттла и МКС попрощались друг с другом в модуле «Гармония». Астронавты шаттла вернулись в «Индевор». В 8 часов 9 минут был закрыт люк между станцией и «Индевором». Люк между станцией и «Индевором» был открыт в течение девяти суток и 52 минут.
Вес станции, по сравнению с весом до прилёта «Индевора», увеличился на 15,75 тонн (34695 фунтов), 13,5 тонн (29788 фунтов) — вес «Транквилити», 1,6 тонны (3594 фунтов) — вес «Купола», 0,6 тонн (1313 фунтов) — вес доставленных материалов. Теперь общий вес станции составляет 363 тонны (799045 фунтов).

### Тринадцатый день полёта
20:14 19 февраля — 12:14 20 февраля
В 0 часов 54 минуты шаттл «Индевор» отстыковался от МКС. Совместный полёт «Индевора» и МКС продолжался в течение 9 суток 19 часов и 48 минут. Шаттл отходит от станции со скоростью 0,1 м/с (0,3 фута в секунду). В 1 час 6 минут «Индевор» отошел на расстояние 52 метра (170 футов).
В 1 час 16 минут «Индевор» находится на расстоянии 153 метра (500 футов) и начинает традиционный облёт станции.
В 1 час 30 минут «Индевор» находится на расстоянии 200 метров (655 футов) от станции. В 2 часа «Индевор» закончил облёт станции. Кратковременное включение двигателя шаттла увеличивает скорость удаления шаттла до 0,5 м/с (1,5 фут в сек).

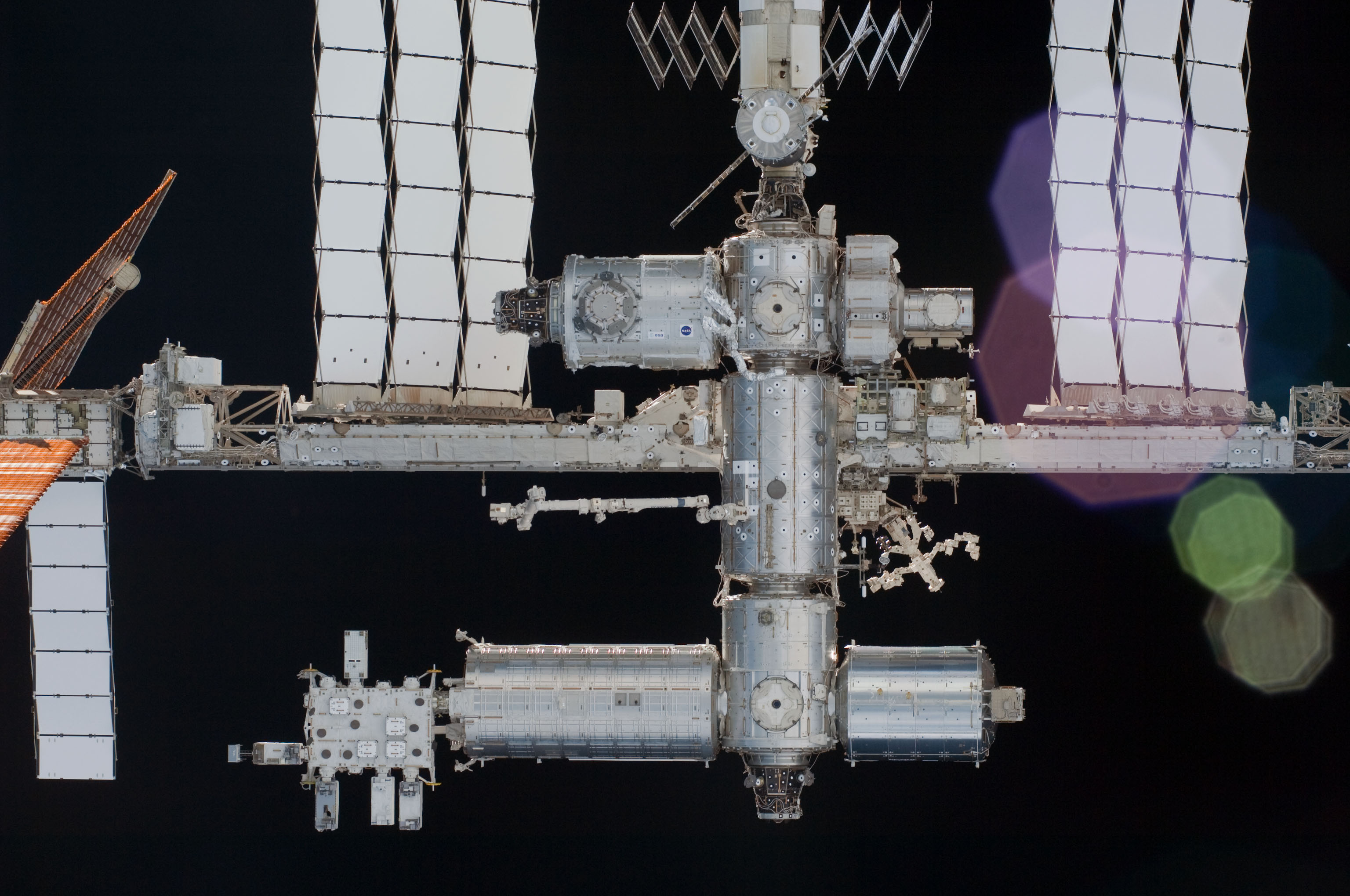
«Индевор» удаляется от МКС.

В 2 часа 30 минут включение двигателей шаттла, «Индевор» окончательно уходит от станции.
В 6 часов астронавты начали инспекцию теплозащитного покрытия носа и кромок крыльев шаттла. Роботом-манипулятором во очереди управляют Кэтрин Хайр, Стивен Робинсон и Николас Патрик, затем Джордж Замка, Терри Виртс и Кэтрин Хайр.
К 6 часам 12 минут «Индевор» удалился от станции на расстояние 30 км (19 миль), и продолжает удаляться приблизительно на 16 км (10 миль) за каждый виток вокруг Земли.
Инспекция теплозащитного покрытия была закончена в 9 часов 30 минут. В 11 часов удлинитель робота-манипулятора был уложен в грузовом отсеке шаттла.

### Четырнадцатый день полёта
20:14 20.02 — 12:14 21.02
Астронавты пакуют оборудование и инструменты, тестируют системы шаттла, которые будут задействованы при приземлении и подготавливают свои скафандры.
«Индевор» имеет две возможности для приземления в космическом центре Кеннеди в ночь на 22 февраля. В ночь на 23 февраля имеется четыре возможности, две в центре Кеннеди и две на военно-воздушной базе Эдвардс в Калифорнии.
В случае неблагоприятной погоды приземление может быть перенесено на сутки. Ресурсов «Индевора» достаточно для продолжения полёта до вторника, 23 февраля.
В этот день погода во Флориде неблагоприятна для приземления. Прогноз на следующие сутки также неблагоприятен. Более благоприятен прогноз для приземления в Калифорнии.
Вероятность благоприятной для приземления погоды на мысе Канаверал в ночь на 22 февраля составляет 40-60 %.
В конце дня астронавты давали интервью корреспондентам CNN, CNN Español и Univision. Частично интервью велось на испанском языке; мать Джорджа Замка происходит из Колумбии.

### Пятнадцатый день полёта
19:14 21 февраля — 03:20 22 февраля
В ночь на 22 февраля «Индевор» имел две возможности для приземления в космическом центре Кеннеди:
- 217 виток, торможение в 2 часа 14 минут приземление в 3 часа 20 минут
- 218 виток, торможение в 3 часа 50 минуты приземление в 4 часа 55 минут

Погода во Флориде остаётся неблагоприятной, поэтому взлётно-посадочная полоса на военно-воздушной базе Эдвардс в Калифорнии также готовится к приземлению «Индевора».
22 февраля были также две возможности для приземления «Индевора» на военно-воздушной базе Эдвардс:
- 219 виток, торможение в 5 часов 20 минута приземление в 6 часов 25 минут
- 220 виток, торможение в 6 часов 56 минут приземление в 8 часов 0 минута

В день приземления погода во Флориде оставалась переменчивой, на грани допустимой, тем не менее, экипаж проводит все мероприятия предусмотренные перед приземлением. В небе в районе космодрома летает разведчик погоды: астронавт Крис Фергюсон на самолете Т-38. Фергюсон сообщает, что есть повод для оптимизма, так как облака движутся в сторону от космодрома. Постоянно на связи с экипажем «Индевора» находится кэпком Фредерик Стеркоу.
В 23 часа 48 минут был закрыт грузовой отсек шаттла.
В 0 часов 50 минут астронавты «Индевора» надевают свои скафандры. В 1 час 55 минут руководитель полёта Норм Кнайт (Norm Knight) передаёт на шаттл разрешение на приземление.
В 2 часа 14 минут были включены двигатели шаттла на торможение. Двигатели отработали 2 минуты 34 секунды, «Индевор» сходит с орбиты. В это время шаттл находился над Индийским океаном, западнее Малайзии. В 2 часа 50 минут «Индевор» входит в верхние слои атмосферы. Скорость «Индевора» 25М, он находится на высоте 122 км (400000 футов), он движется от южной района Тихого океана в направлении центральной Америки. В 3 часа «Индевор» находится на высоте 66 км (216000 футов), на расстоянии 2100 км (1300 миль) от посадочной полосы, его скорость 21000 км/ч (13000 миль/час). В 3 часа 12 минут «Индевор» находится на высоте 36 км (119000 футов), на расстоянии 250 км (154 мили) от посадочной полосы, его скорость 5500 км/ч (3400 миль/час). В 3 часа 16 минут «Индевор» пролетает над Космическим центром Кеннеди и делает разворот для захода на посадку.

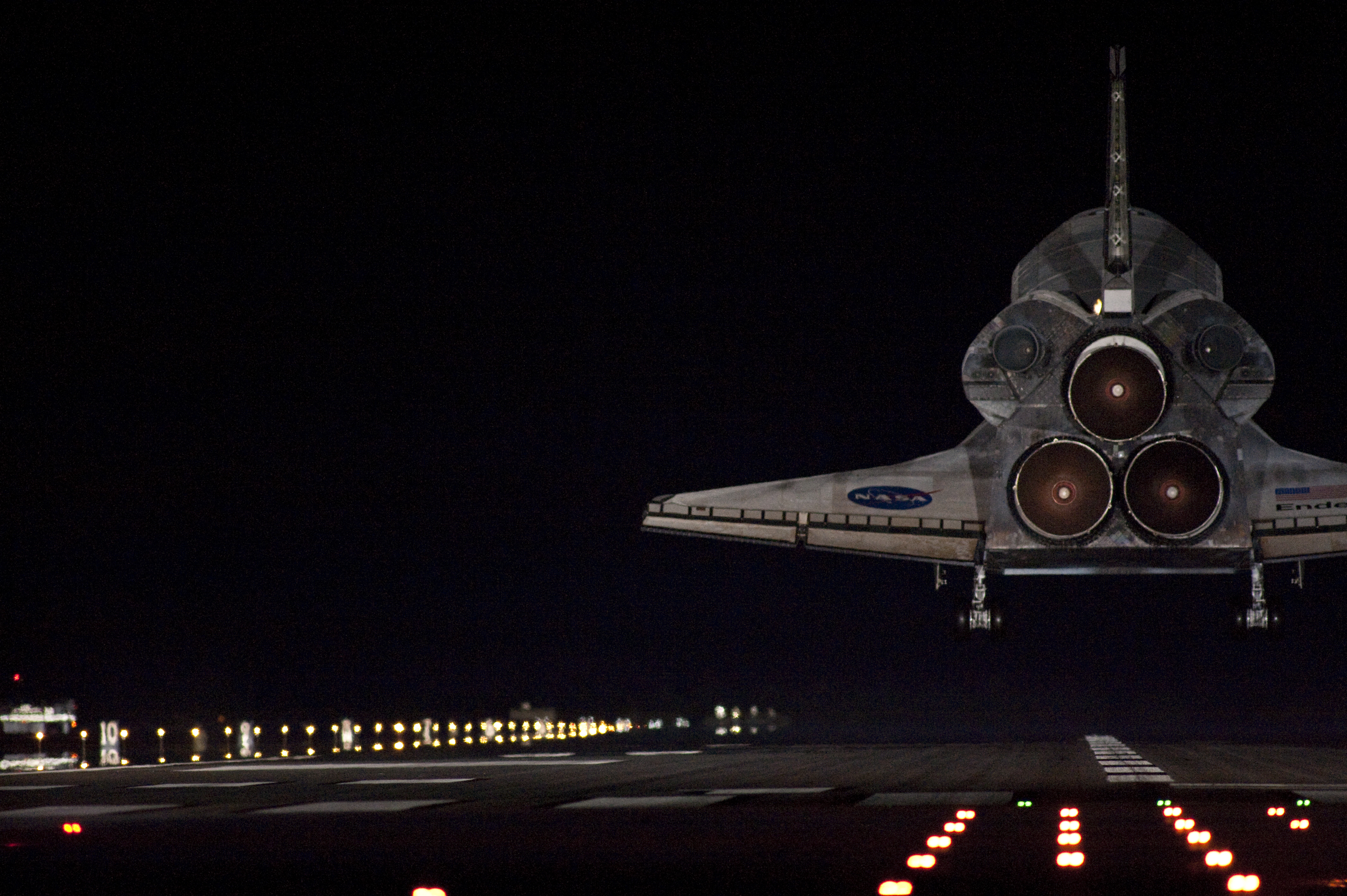
«Индевор» приземляется.

В ночь на 22 февраля шаттл «Индевор» успешно приземлился в Космическом центре Кеннеди на взлётно-посадочной полосе № 15. Приземление произошло в 3 часа 20 минут 31 секунду по Гринвичу (21 февраля в 22 часа 20 минут по времени космодрома Канаверал). Продолжительность полёта составила 13 суток 18 часов 6 минут 24 секунды. За время полёта «Индевор» преодолел 9,2 млн км (5,7 млн миль) и совершил 217 витков вокруг Земли. Это было 73-е приземление шаттла на мысе Канаверал.
После приземления астронавты осмотрели снаружи свой корабль, их сопровождали директор НАСА Чарльз Болден и директор Космического центра Роберт Кабана, оба бывшие астронавты.

## Итоги
Все основные задания, поставленные перед экипажем «Индевора», были выполнены. Доставлены и смонтированы на МКС последний американский модуль «Транквилити» и обзорный модуль «Купол». Доставлены запасные компоненты, с помощью которых была отремонтирована система регенерации воды станции. Проведено три успешных выхода в открытый космос. Полёт «Индевора» был продлён на одни сутки, в течение которых астронавты шаттла помогли перенести и смонтировать приборы и оборудование в новом модуле «Транквилити».
Это был 130-й полёт шаттла и 24-й (предпоследний) полёт «Индевора». Последний, 25-й полёт (STS-134), «Индевора» запланирован на 29 июля.